# Кинематограф Германии

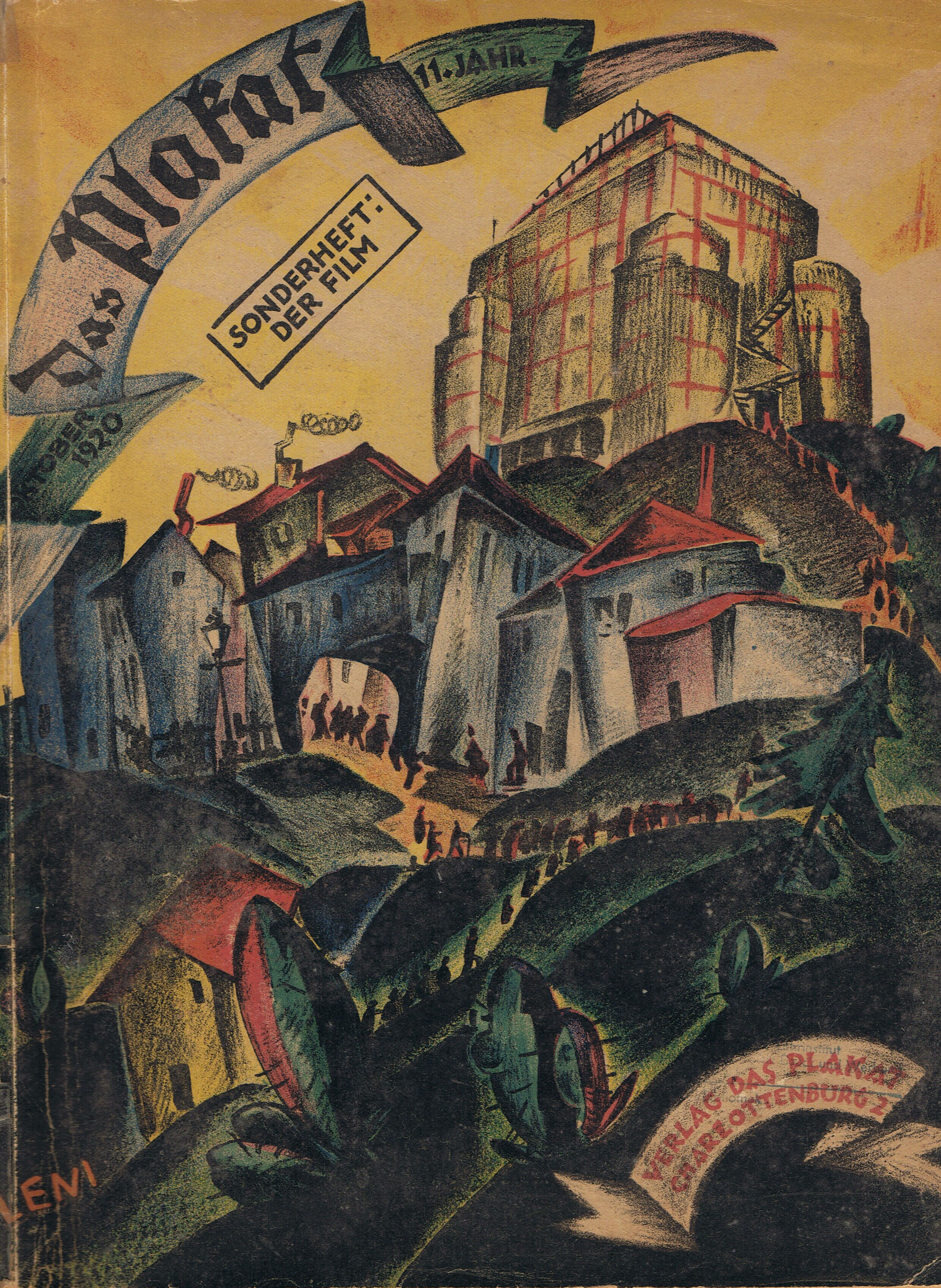
Обложка журнала о кино от экспрессиониста Пауля Лени (октябрь, 1920).

Кинемато́граф Герма́нии — важная часть германской культуры и международного кинематографа. Его история неразрывно связана с историей страны и характеризуется чередованием периодов взлётов и падений.
Кино Германии родилось в конце XIX века и достигло своего расцвета в период Веймарской республики, когда немецкие кинематографисты создали такие классические фильмы, как «Кабинет доктора Калигари» (1920) Роберта Вине, ставший образцом для эстетики экспрессионизма, «Носферату. Симфония ужаса» (1922) и «Последний человек» (1924) Фридриха Вильгельма Мурнау, «Метрополис» (1927) и «М» (1931) Фрица Ланга, оказавшие большое непреходящее влияние на мировой кинематограф. 
Приход к власти национал-социалистов в 1933 году стал причиной эмиграции сотен кинематографистов и полного переустройства киноиндустрии, которая была подчинена идеологическому диктату НСДАП. 
После Второй мировой войны кино ФРГ и ГДР развивались самостоятельно. В ГДР киноиндустрия была национализирована и объединена вокруг студии DEFA. В ФРГ кинематограф долгое время стагнировал; кризис был преодолён в конце 1960-х годов, когда учреждение системы государственных субсидий, открытие новых киношкол и партнёрские соглашения с телевидением привели к появлению нового поколения кинематографистов и «нового немецкого кино», связанного в первую очередь с именами таких режиссёров, как Фолькер Шлёндорф, Райнер Вернер Фасбиндер, Вим Вендерс, Вернер Херцог. 
В 2000-х годах два номинированных Германией фильма — «Нигде в Африке» (2001) Каролины Линк и «Жизнь других» (2006) Флориана Хенкеля фон Доннерсмарка — получили «Оскар» за лучший фильм на иностранном языке.
Ежегодно в Германии снимается примерно 150—160 художественных фильмов, не считая анимационных и документальных. Немецкое кино составляет около 30 % национального кинопроката. В Германии функционирует ряд кинофестивалей, наиболее известный и статусный из которых — Берлинский кинофестиваль, существующий с 1951 года.

## 1895—1918: эпоха пионеров кинематографа
История развития кинематографа Германии берёт своё начало в год рождения кино: уже 1 ноября 1895 года, за два месяца до братьев Люмьер, показывавших своё «Прибытие поезда» в Париже, в берлинском мюзик-холле Винтергартен изобретатель Макс Складановский вместе с братом Эмилем организовал для публики просмотр движущихся картин с помощью собственного изобретения — так называемого «биоскопа». В 1896 году Складановский начал снимать короткометражные фильмы. В первые годы фильмы были развлечением наподобие бродячих цирков и демонстрировались на ярмарках и в мюзик-холлах для самой простой публики. Особой популярностью пользовались «звучащие фильмы», в которых певец открывал рот так, чтобы движения губ синхронизировались с мелодией, игравшей из спрятанного рядом граммофона. Однако это были в основном иностранные фильмы — французские, американские, итальянские. В самой Германии их почти не производилось. В середине 1900-х владельцы пивных и кофеен начали устанавливать у себя оборудование для кинопоказов — такие заведения стали известны как кинтоппы.
В 1896 году Оскар Местер создал первую киностудию «Kunstlichatelier», на которой производил короткометражные фильмы, а через год — компанию «Messter Film». Следом появились другие кинофирмы: «Deutsche Bioskop» (1897), «Münchener Kunstfilm» (1907), «Projektions-AG Union» (1910). Усовершенствование мальтийского механизма позволило Местеру увеличить продажи проекторов. С течением времени Местер смог выстроить полноценную вертикаль: он сам закупал фильмы у «Edison» или «Pathé» или производил собственные, владел дистрибьюторской сетью и кинотеатрами. Другая сеть кинотеатров принадлежала основателю «Union» Паулю Давидсону. В 1908 году «Aktien-Gesellschaft für Anilin Fabrikation» (AGFA) запустила завод, производивший до миллиона метров киноплёнки в месяц. В предвоенные годы в окрестностях Берлина были построены две киностудии — в Темпельхофе («Union») и Бабельсберге («Deutsche Bioskop»). В 1913 году в Германии вышло 353 картины, в десять раз больше, чем в 1910 году.
До 1914 года немецкое кинопроизводство в целом находилось в удручающем состоянии, большу́ю часть показываемого кино составляли импортируемые фильмы французского и датского производства. Среди немецких фильмов особенно популярными были детективы. В 1913 году вышел первый фильм об английском сыщике Стюарте Уэббсе, которого играл Эрнст Райхер. Его успех породил массу продолжений и подражаний — фильмов о Джо Диббсе и Гарри Хиггсе. С течением времени в немецком кинематографе появились первые актёры-«звёзды»: Хенни Портен, Гарри Пиль, эксплуатировавший образ романтического киногероя, и датчанка Аста Нильсен, переехавшая в Германию по предложению Давидсона, общепризнанно одна из ведущих европейских актрис немого кино. Нильсен совершила своего рода революцию в актёрской игре, ведя себя на экране естественно, без демонстративного «переигрывания», которым злоупотребляли театральные актёры того времени. Она получила возможность полностью контролировать производство фильмов со своим участием и, по выражению Бернара Эйзеншица, была достоверной в облике самых разных персонажей: аристократки, дочери народа, женщины-ребёнка, роковой женщины, суфражистки или проститутки.
Долгое время высшие слои общества и деятели искусства относились к кинематографу с презрением как к «низкому» развлечению. Писатель Вальтер Зернер в 1913 году отстаивал право кино считаться самостоятельным искусством, утверждая, что оно обладает особым свойством — способностью доставлять «зрительное удовольствие» (Schaulust) и удовлетворять естественную потребность человека в вуайеризме. В создании кинофильмов стали участвовать профессионалы, уже сделавшие себе имя в других сферах искусства: драматурги Герхарт Гауптман и Артур Шницлер, театральные актёры Альберт Бассерман и Макс Палленберг. Прославленный театральный режиссёр Макс Рейнхардт сам поставил два фильма. Мистический фильм «Пражский студент» (1913), снятый по сценарию известного писателя Ганса Гейнца Эверса режиссёрами Стелланом Рюэ и Паулем Вегенером (он до того был актёром в труппе Рейнхардта), создавался с открыто декларировавшейся целью доказать, что кино может быть искусством. Историк немецкого кинематографа Зигфрид Кракауэр, выделяя из всех фильмов времён империи единичные работы, отмечает, что «Пражский студент» «впервые утвердил на экране тему, которая превратилась в наваждение немецкого кино, — тему глубокого, смешанного со страхом самопознания». К мистике и теме двойничества обращались также «Другой» Макса Мака (1913), «Голем» Вегенера (1915) и «Гомункулус» Отто Рипперта (1916).
С началом Первой мировой войны были запрещены французские и британские фильмы, после вступления в войну США эта судьба постигла и американские фильмы. В отсутствие конкуренции немецкое кинопроизводство увеличилось в восемь раз и быстро компенсировало нехватку фильмов. Уже в 1914 году вышли пропагандистские картины «Как Макс заработал железный крест» Рихарда Освальда и «На поле чести» Макса Обаля. Однако в целом власти считали, что германская киноиндустрия не справляется с задачей быть эффективным орудием пропаганды, пробуждающим патриотические чувства зрителей, и сильно уступает в этом фильмам стран Антанты. С затягиванием войны стала преобладать разнообразная развлекательная кинопродукция: легкомысленные комедии нравов, которыми начал карьеру режиссёра бывший театральный актёр Эрнст Любич, приключенческие фильмы Рихарда Освальда и Джо Мэя, экранизации литературной классики («Портрет Дориана Грея» и «Сказки Гофмана» Освальда, «Спящая красавица» Пауля Лени). По инициативе заместителя начальника Генерального штаба генерала Эриха Людендорфа в 1917 году начались мероприятия по слиянию немецких кинокомпаний в один гигантский концерн, который бы оставался частным юридическим лицом, но со значительным участием государства. 18 декабря 1917 года была создана компания «Universum Film AG» (UFA). Её имущество составили выкупленные активы «Messter Film», «Union» и германских подразделений «Nordisk». К UFA перешли звёзды, имевшие контракты с этими киностудиями: Любич, Вегенер, Портен, Нильсен, Пола Негри, Осси Освальда, Эмиль Яннингс. В 1918 году, несмотря на разруху последнего года войны, немецкая киноиндустрия выпустила 376 фильмов — более чем в два раза больше, чем в предыдущем. Один Любич снял семь фильмов. Помимо UFA продолжали функционировать «Deutsche Bioskop» и разные мелкие компании, в Мюнхене была основана «Münchener Lichtspielkunst» (Emelka, будущая Bavaria Film), на UFA не работали, например, Освальд и Гарри Пиль.

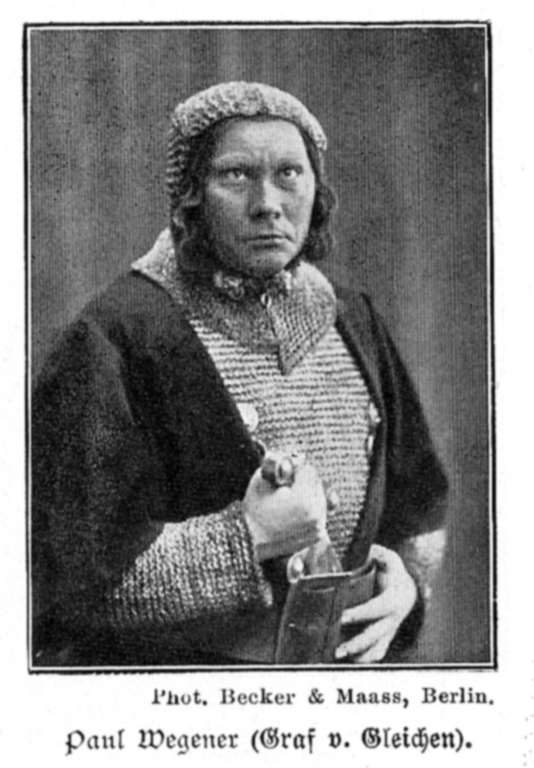
Пауль Вегенер
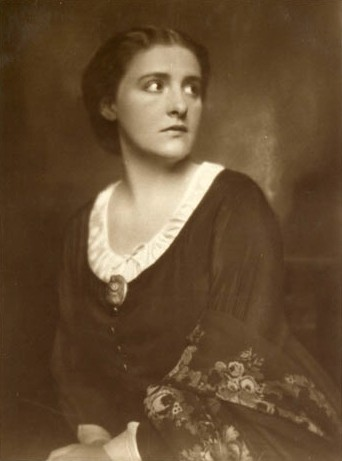
Хенни Портен
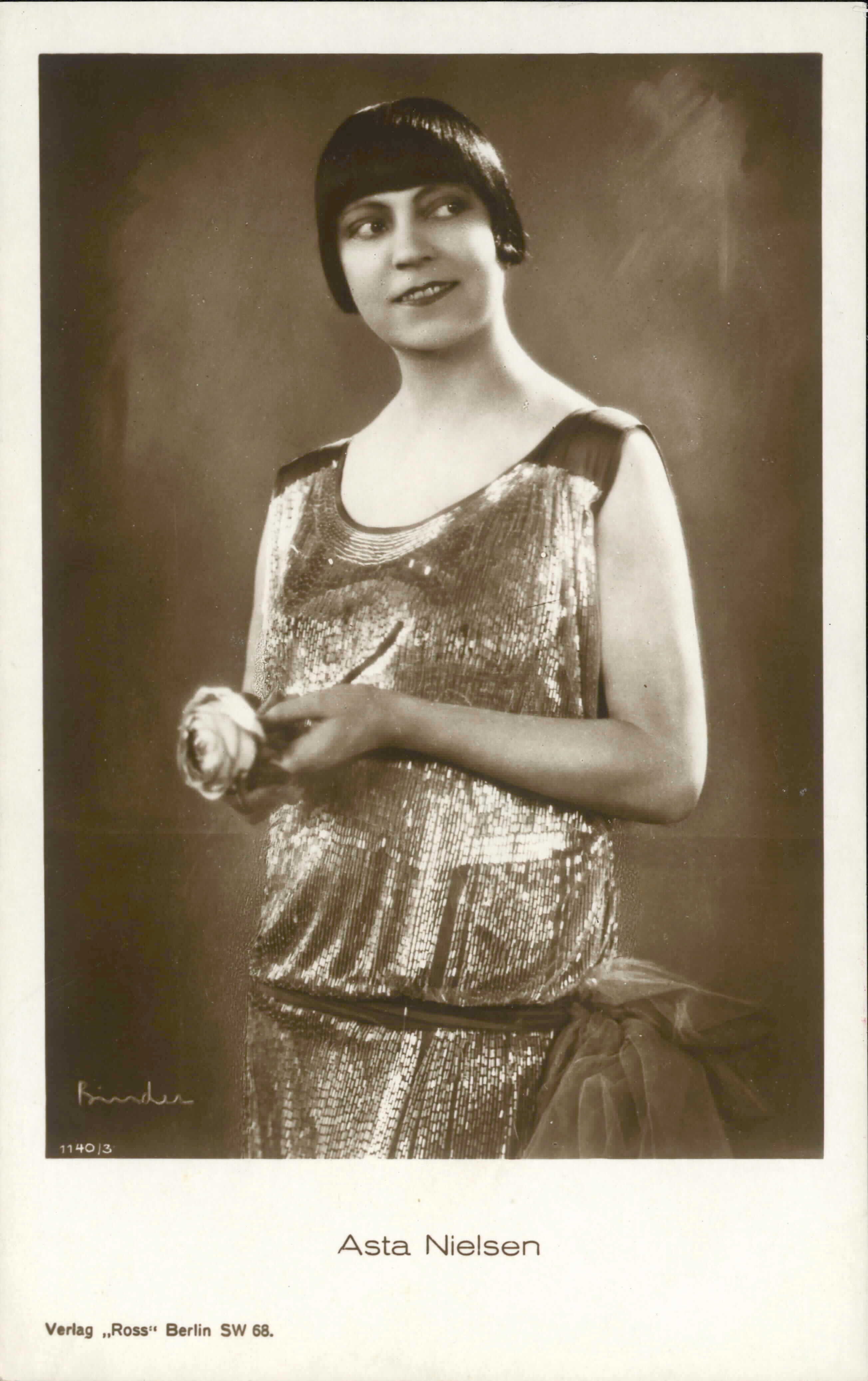
Аста Нильсен
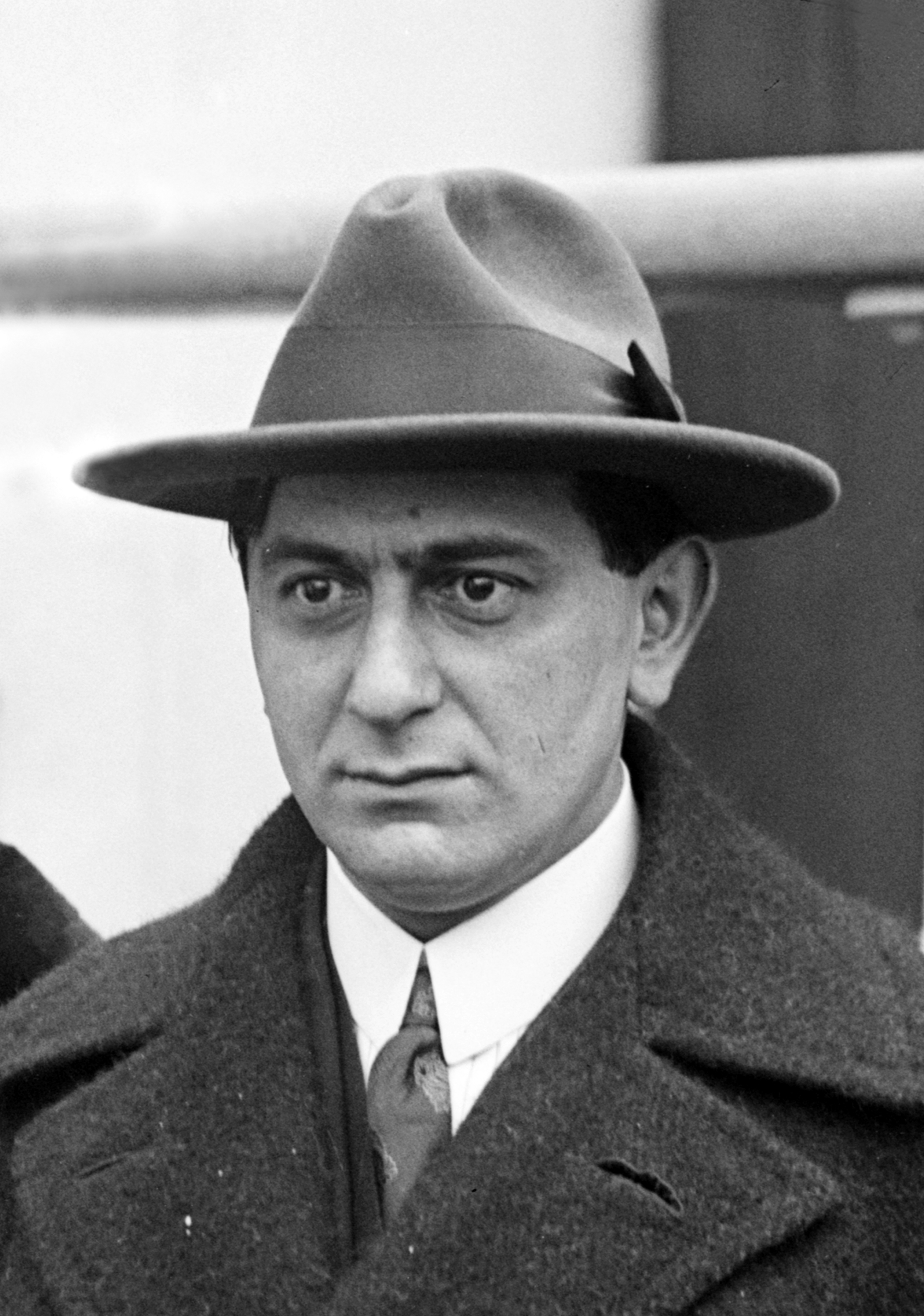
Эрнст Любич

## 1918—1933: кинематограф Веймарской республики, переход к звуковому кино

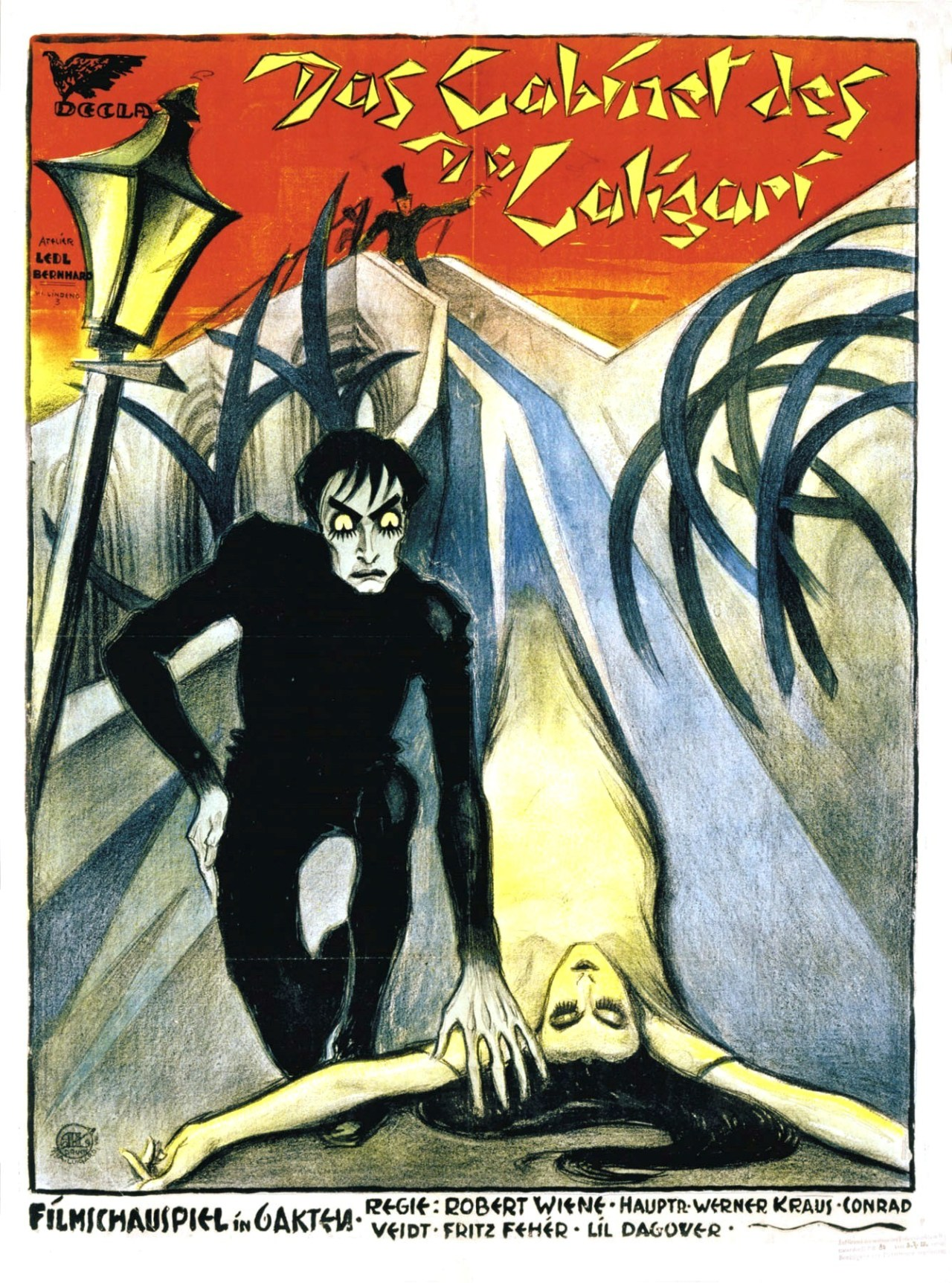
Плакат фильма «Кабинет доктора Калигари»

В период Веймарской республики (1918—1933), в целом для Германии ознаменовавшийся политической нестабильностью и двумя масштабными экономическими кризисами (послевоенная разруха и выплаты репараций и великая депрессия), страна стала одним из лидеров мирового кинематографа, по крайней мере в том, что касалось новаторства, художественной ценности и исторического значения созданных в тот период фильмов.
Ключевым направлением послевоенного кинематографа стал киноэкспрессионизм, перенёсший на экран и развивший темы и настроения литературного экспрессионизма. Идейно экспрессионизм объединял казалось бы несовместимые психоанализ и его стремление разложить психологию человека на мельчайшие составляющие и мистицизм, восходящий к литературе романтизма. Для передачи расстроенного душевного состояния героев авторы экспрессионистских фильмов использовали построенные на обилии острых углов декорации, светотень, утрированную, неестественную игру актёров. Фундаментально важным произведением экспрессионизма стал фильм Роберта Вине «Кабинет доктора Калигари» (1919), до сих пор остающийся предметом дискуссий. Так, Зигфрид Кракауэр рассматривает использование рамочной конструкции, превращающей злого гения доктора Калигари (актёр Вернер Краусс) в психиатра, лечащего сумасшедшего рассказчика, как отказ от критического осмысления политической реальности и готовность подчиниться злой воле, первый шаг на пути к нацизму, который затем проделал весь немецкий народ. Эта концепция Кракауэра дала название его классическому киноведческому труду «От Калигари до Гитлера». Ещё одной отличительной чертой фильма были декорации художников Вальтера Реймана, Германа Варма и Вальтера Рёрига, состоящие в основном из нарисованных на холсте диагоналей и ломаных линий, искажённых пропорций и ракурсов. Как стилистически, так и тематически «Кабинет доктора Калигари» оказал колоссальное влияние на развитие кино того времени. В некоторых известных фильмах экспрессионизма также фигурируют демонические злодеи: вампир Орлок (Макс Шрек в «Носферату. Симфония ужаса» Фридриха Вильгельма Мурнау, 1922), гениальный преступник доктор Мабузе (Рудольф Кляйн-Рогге в «Докторе Мабузе, игроке» Фрица Ланга, 1922) и галерея отрицательных персонажей из «Кабинета восковых фигур» Пауля Лени (1924). Тема раздвоения личности и безумия достигла абсолюта в «Руках Орлака» Вине, где главному герою (Конрад Фейдт, убийца-сомнамбула из «Кабинета доктора Калигари») пришивают руки казнённого преступника. Использование декораций, отражений, силуэтов, игры света и тени, созданных оператором Фрицем Арно Вагнером, стало основным приёмом в фильме Артура Робисона «Тени: одна ночная галлюцинация» (1923). Образы туманного Петербурга Достоевского, сконструированные декоратором Андреем Андреевым, стали важной частью ещё одного фильма Вине «Раскольников». Ощущение неуверенности, уязвлённой гордости, политической нестабильности нашло отражение в немецком кино веймарского периода и после расцвета собственно экспрессионизма. Экспрессионистское кино Германии оказало большое влияние на жанры фильма ужасов и нуара.
Своеобразное развитие экспрессионизм получил в так называемых «уличных фильмах». В них улица в традициях литературного экспрессионизма изображается таинственным, манящим местом, полным опасностей и чередующим огни рекламы и тёмные закоулки, служащие прибежищем маргиналов. Архетипическими представителями этого жанра были «Улица» Карла Груне (1923) и «Безрадостный переулок» Георга Вильгельма Пабста (1925; один из первых фильмов Греты Гарбо, в котором её партнёршей стала Аста Нильсен). Пабст в наибольшей мере ассоциируется с другим художественным направлением того времени — так называемой «новой вещностью» (die neue Sachlichkeit). Эта разновидность реализма акцентировала внимание на социальных проблемах Веймарской Германии — инфляции, разорении мелких буржуа, проституции. Высшими достижениями Пабста считаются два фильма, в которых главные роли сыграла американская актриса Луиза Брукс: «Ящик Пандоры» и «Дневник падшей женщины» (оба — 1929).
В некотором роде противоположностью экспрессионизму был «каммершпиль» — кино, делавшее упор на психологизм и изображение жизни обычного человека, мелкого буржуа, и наследовавшее в этом смысле камерному театру Рейнхардта. Ключевым фильмом каммершпиля считаются «Осколки» Лупу Пика (1921). В нём сценарист Карл Майер отказался от титров, так что все происходящее в фильме, в том числе внутри героев, передавалось только визуальными образами. Одним из важнейших средств становилось освещение: сценарий Майера практически для каждого эпизода содержит указания, как должен быть расположен свет. Вершиной каммершпиля и одной из вершин всего немецкого кинематографа считается также поставленный по сценарию Майера и почти без титров «Последний человек» Мурнау (1924). История швейцара (Яннингс), потерявшего работу и её символ — роскошную ливрею — с одной стороны, вполне ложилась в проблематику каммершпиля, но с другой, все второстепенные персонажи показаны существующими лишь постольку, поскольку с ними сталкивается главный герой, что подчёркивается разнообразными эффектами камеры, за которой стоял Карл Фройнд. Лотта Эйснер называет камеру в «Последнем человеке» «освобождённой»: постоянно двигаясь в разных направлениях и меняя углы, она фактически становится самостоятельным полноправным героем.

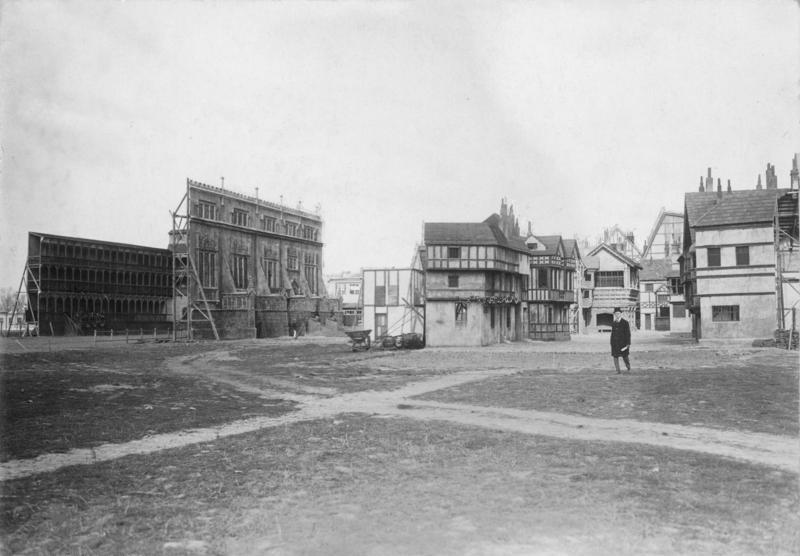
Территория UFA в берлинском районе Темпельхоф (1920).

Уже с 1919 года для массового зрителя ставились «костюмные» исторические фильмы. Часто их действие помещалось в эпоху Возрождения, что имитировало театральные постановки Рейнхардта. В конце 1910-х — начале 1920-х такими фильмами как «Глаза мумии Ма», «Кармен» (оба — 1918), «Мадам Дюбарри» (1919), «Анна Болейн» и «Сумурун» (оба — 1920) на исторические и экзотические сюжеты с сотнями статистов и как правило Полой Негри в главной роли прославился Любич. По выражению Айснер, Любича «так увлекает пёстрый калейдоскоп деталей, всевозможных балаганных шуток и режиссёрских находок, что он не придаёт никакого значения той атмосфере полумрака, которую стремились создать все остальные немецкие кинематографисты». Влияние Любича, любившего снимать сверху общим планом массовые сцены, Айснер усматривает, например, в более поздних американских фильмах-ревю. В 1922 году режиссёр переехал в Голливуд по предложению Мэри Пикфорд. С ней он сделал единственный фильм «Розита» (1923), но затем получил контракт с Warner Bros. и остался в США. Вышедший в 1922—1923 годах четырёхчастный фильм режиссёра и продюсера Арзена фон Черепи «Король Фридрих», ода королю Пруссии Фридриху II, вызвал скандал, так как, по мнению критиков, свидетельствовал о «правом», националистическом крене UFA. «Король Фридрих» заложил моду на исторические «прусские фильмы» (до конца нацистского режима вышло более сорока таких фильмов, больше половины из них — ещё при Веймарской республике), а актёр Отто Гебюр стал постоянным исполнителем роли Фридриха.
В послевоенное время огромную популярность приобрели так называемые «фильмы нравов» (Sittenfilme), в сенсационной форме показывавшие табуированные стороны жизни, такие как проституция и венерические болезни, фактически предвосхитив эксплуатационное кино. Первопроходцем в этой области стал Освальд, ещё в 1917 году снявший фильм об опасностях сифилиса «Да будет свет», за которым последовало несколько продолжений. В этот же период стало возможным открытое изображение в кино гомосексуальности, несмотря на действие параграфа 175 Уголовного кодекса Германии. При участии крупнейшего сексолога Магнуса Хиршфельда в 1919 году вышел фильм Освальда «Не такой как все» о гомосексуале, который кончает с собой из-за шантажа. Таким же прорывом позже стала картина «Девушки в униформе» (1931) Леонтины Саган, главной темой которой была лесбийская любовь. Вместе с тем такие фильмы становились мишенью для критики со стороны консерваторов, считавших, что они разлагают молодёжь и усугубляют ситуацию с преступностью. В «Цианистом калии» (1930) Ханса Тинтнера осуждался закон, криминализирующий аборты.
В 1920 году «Bioskop» объединилась с кинокомпанией «Decla» и стала второй по величине кинокомпанией страны. Объединённую «Decla-Bioskop» возглавил бывший руководитель «Decla» Эрих Поммер. Поммер считается первым немецким кинопродюсером в полном смысле слова, отвечавшим и за художественные, и за коммерческие аспекты кинопроизводства и достигшим больших успехов в обоих направлениях. На «Decla» и «Decla-Bioskop» были созданы «Кабинет доктора Калигари» и первые фильмы Фрица Ланга.
Фриц Ланг сейчас рассматривается как одна из фундаментально важных фигур в истории кино. По словам Томаса Эльзессера, в 1960-х — 1970-х для таких историков кино как Рэмон Беллур и Ноэль Бёрч Ланг уже был не столько источником иллюстраций для проблем теории кино, сколько человеком, формулировавшим эти проблемы (например, отношение персонажа и фона, одиночного кадра и нарратива, проблема пространства вне экрана), так как фильмы Ланга одновременно являли собой классический кинематограф и при этом в наиболее наглядной форме раскрывали его внутреннее устройство. Для ранних фильмов Ланга характерны экзотическое место действия, богатые декорации, таинственные подземелья; это верно как для приключенческих «Пауков», так и для притчи «Усталая смерть», герои которой переносятся в разные эпохи. В 1923 году UFA поглотила и «Decla-Bioskop», и Поммер возглавил UFA. Уже на объединённом концерне был поставлен фильм Ланга «Нибелунги» (1924) — почти пятичасовая экранизация национального немецкого эпоса «Песнь о Нибелунгах». По выражению Кракауэра, Ланг считал этот фильм «национальным документом, годящимся для приобщения мира к немецкой культуре». Монументальность эпоса подчёркнута художественными решениями — созданными декораторами Карлом Фольбрехтом и Отто Хунте орнаментальными дворцовыми залами и вдохновлёнными картинами Бёклина ландшафтами, почти геральдическим размещением персонажей в кадре. «По своей сути Ланг — архитектор», — заключает Айснер.
Специфически немецким феноменом 1920-х стали «горные фильмы» (Bergfilme) — картины, воспевавшие природу Альп и помещавшие человеческие конфликты в эффектные пейзажи, для чего большая часть съёмок велась на натуре, а не в павильонах. Ведущим режиссёром жанра был альпинист-энтузиаст Арнольд Фанк. Кракауэр писал, что увлечение альпинизмом в Германии 1920-х годов, особенно распространённое в студенческой среде, не походило на спорт или туризм, скорее это был «культовый ритуал» религиозных фанатиков, замешанный на незрелом «героическом идеализме», который вскоре оказался созвучен эстетике нацизма.
В течение 1920-х количество кинотеатров в Германии увеличилось с 3731 до более чем 5000, появились залы вместимостью около 2000 человек. Ежедневно в кино ходили 1—2 млн человек. В 1925 году в Германии вышло 244 фильма. В одном только Берлине кинопроизводством занимались свыше 230 кинокомпаний; новые кинопавильоны в Бабельсберге позволяли осуществлять всё более масштабные постановки. В Германии окончательно сложился институт звёзд — актёров с общенациональной известностью, как прославившихся ещё в довоенном кинематографе (Аста Нильсен, Хенни Портен), так и сделавших себе имя в 1920-х (Пола Негри, Лилиан Харви, специализировавшийся на ролях героев-любовников Вилли Фрич). В кино на постоянную работу перешли крупные театральные актёры (Яннингс, Генрих Георге). Популярнейшим жанром были комедии. «Вальс-мечта» Людвига Бергера (1925) по оперетте Оскара Штрауса заложил фундамент популярности «фильмов-оперетт» (Operettenfilme) в венском стиле.
В 1925 году состоялся первый показ программы «Абсолютный фильм» (Der absolute Film), объединившей авангардных кинематографистов и мультипликаторов Вальтера Руттмана, Ханса Рихтера и Викинга Эггелинга и ставшей вехой в развитии экспериментального кинематографа Германии. Руттман наиболее известен документальным фильмом «Берлин — симфония большого города», состоящим из объединённых в бессюжетное полотно зарисовок Берлина. Рихтер в 1928 году снял дадаистский фильм «Предполуденный призрак», музыку к которому написал Пауль Хиндемит. Лотта Райнигер прославилась силуэтными мультфильмами — полнометражный мультфильм «Приключения принца Ахмеда» (1926) Бертольт Брехт называл «серьёзным фильмом, сделанным с большим талантом и почти азиатской тщательностью несколькими людьми, которых ни в коем случае нельзя причислить к братии кинопроизводства», — а Оскар Фишингер — абстрактной анимацией. Они как создавали собственные мультфильмы, так и работали над спецэффектами для режиссёров игрового кино. Руттман создал сцену сна для «Нибелунгов», а Фишингер сотрудничал с Лангом во время съёмок фантастического фильма «Женщина на Луне» (1929).

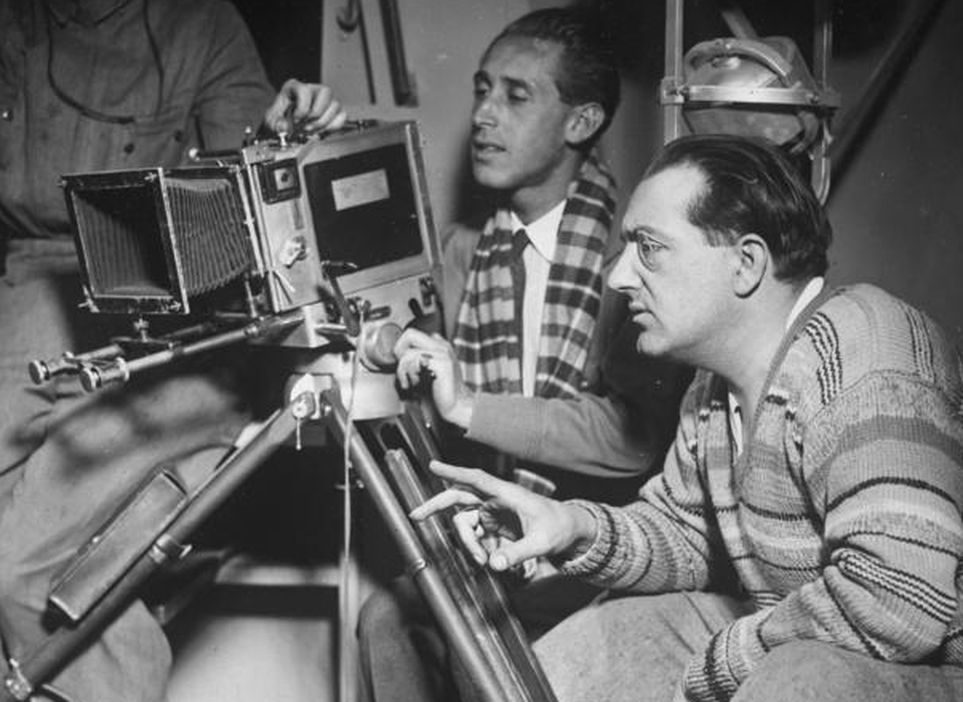
Фриц Ланг (справа) и оператор Курт Курант на съёмках фильма «Женщина на Луне» (1929).

В 1927 году вышел фильм Ланга «Метрополис» — грандиозная антиутопия о будущем в разделённом надвое, на низ и верх, мире и любовная история, в которую вовлечены сын единовластного правителя Метрополиса и жительница «нижнего» мира. В «Метрополисе» Ланг использует достижения экспрессионистского стиля для работы над массовыми сценами в футуристических декорациях небоскрёбов и машин, созданных Отто Хунте. Так называемый «эффект Шюфтана», названный по имени оператора «Метрополиса» Ойгена Шюфтана приём «зеркальных совмещений» (комбинирование двух изображений в одно), позволил изобразить толпы людей на фоне декораций, зрительно увеличенных до циклопических размеров. Сейчас «Метрополис» считается одним из важнейших фантастических фильмов в истории, однако в момент выхода он стал для UFA катастрофой. Съёмки фильма заняли два года и потребовали от студии напряжения всех усилий — в массовых сценах были в общей сложности заняты 36 000 статистов. Итоговый бюджет в пять миллионов марок превысил первоначальный в три раза. Однако фильм провалился как в прессе, так и в прокате, и в результате был на четверть сокращён.
Агрессивное поглощение мелких студий и такие дорогие постановки, как «Нибелунги» и «Метрополис», вогнали UFA в тяжелейшую долговую яму. Чтобы погасить долги, UFA была вынуждена заключить кабальное соглашение с американскими студиями «Paramount» и «Metro-Goldwyn-Mayer». По соглашению UFA обязалась ежегодно брать на распространение в Германии по 20 фильмов от каждой из студий и отдавать на их прокат не менее 75 % мощностей своих кинотеатров (позднее уменьшено до 50 %). Ответные обязательства американской стороны были гораздо мягче и даны с оговорками. Для реализации этой программы создавалась компания «Parufamet» в совместном управлении. Схожее соглашение было заключено и с «Universal». Итогом соглашения стала расчистка пути на немецкий рынок перед американскими фильмами. В январе 1926 года Поммер ушёл с поста директора UFA и в апреле прибыл в Голливуд. В тот же период в Америку уехали режиссёры Мурнау, Лени, Дюпон, Бергер, актёры Яннингс, Фейдт, Пола Негри, Лиа де Путти. Фильмы Мурнау «Тартюф» и «Фауст» (оба — 1926) с Яннингсом в заглавных ролях стали его последними работами в Германии. (Его первый американский фильм «Восход солнца» (1927) считается одной из самых влиятельных работ немого кино. В 1931 году Мурнау погиб в автокатастрофе.) Одновременно с UFA в той или иной форме в зависимость от американских компаний попали и другие немецкие киностудии. Националистически настроенная часть немецкого общества начала в прессе кампанию за возврат контроля над кинопроизводством, которую возглавил влиятельный промышленник и политик правого толка Альфред Гугенберг. В марте 1927 года UFA де-факто вошла в состав медиахолдинга Гугенберга.
Новый владелец UFA радикально пересмотрел принципы работы UFA, которые теперь должны были соответствовать политическим взглядам Гугенберга. Так в 1927 году был снят двухчастный документальный фильм «Мировая война» (реж. Лео Ласко), который современники недвусмысленно понимали как реваншистский призыв к новой войне. В пацифистский фильм Карла Груне «На краю света», снятый ещё при прежнем руководстве, были внесены такие изменения, после которых режиссёр потребовал убрать своё имя из титров. С участием представителей белой эмиграции в пику набиравшему популярность советскому кинематографу на UFA снимались фильмы о царской России. Поммер вернулся на UFA в конце 1927 года, его последними немыми фильмами были «Возвращение» и «Асфальт» Джо Мэя. Продукция UFA подвергалась постоянной критике со стороны левых кинематографистов, рупором которых стал журнал Film und Volk, издававшийся «Союзом народного кино» (нем. Volksfilmverband). Эта организация была основана в 1928 году, в её руководство входили видные левые интеллектуалы: Бела Балаж, Генрих Манн, Эрвин Пискатор. Ещё в 1926 году при участии Вилли Мюнценберга была создана компания Prometheus Film, занимавшаяся прокатом советских фильмов и сделавшая возможными две совместные постановки: «Саламандру» Г. Рошаля и «Живой труп» Ф. Оцепа.
В конце 20-х годов началась эпоха звукового кино. Первый показ звукового фильма в Германии состоялся в 1929 году, и переход к звуковому кино произошёл стремительно. В 1929 году вышло 175 немых фильмов и восемь звуковых, в 1930 году — 100 звуковых и 46 немых, в 1931 году — 142 звуковых и только два немых. Это повлекло сокращение числа американских фильмов на немецком рынке: звуковая кинопродукция была более ориентирована на аудиторию, говорившую на том же языке, на котором снят фильм. Уже в 1932 году в стране было открыто свыше 3800 кинотеатров звукового кино. Многие звуковые фильмы первой волны включали песенные номера, которые часто играли важную роль в сюжете. Одним из таких фильмов был «Голубой ангел» Джозефа фон Штернберга (1930) с Марлен Дитрих и Эмилем Яннингсом; первая главная роль в кино принесла Дитрих контракт с Paramount, а снятые Штернбергом в США «Марокко» (1930) и «Шанхайский экспресс» (1932) сделали её звездой первой величины и, по выражению историка Алана Ларо, иконой современной сексуальной эмансипации. «Фильмы-оперетты», по выражению Клауса Краймайера, стали музыкальным сопровождением краха Веймарской республики. Один из популярнейших мюзиклов того времени «Трое с бензоколонки» Вильгельма Тиле с Вилли Фричем и Лилиан Харви вышел 15 сентября 1930 года — на следующий день после выборов в рейхстаг, на которых НСДАП получила второе место. «Трое с бензоколонки» с лёгкостью использовали приметы времени — безработицу, заложенное жильё, разорение банков. Дуэт Фрича и Харви можно было видеть и в костюмных фильмах-опереттах «Вальс любви» Тиле (1930) и «Конгресс танцует» Эрика Шареля (1931) по мотивам Венского конгресса. Первый звуковой фильм Фрица Ланга «М», который сегодня считается эталонным триллером, отличало новаторское использование звука: слепой продавец узнаёт убийцу по тому, как он насвистывает одну и ту же мелодию, ставшую своего рода лейтмотивом антагониста. Крупнейший теоретик театра своего времени Бертольт Брехт, недовольный экранизацией «Трёхгрошовой оперы» Пабста (1931), выпустил программное эссе о кино «Процесс о „Трёхгрошовой опере“» и сыграл ключевую роль в создании «пролетарского фильма» о жизни палаточного городка безработных и классовой борьбе «Куле Вампе, или Кому принадлежит мир?», в котором вместе с коммунистом болгарского происхождения Златаном Дудовым выступил соавтором сценария, а также присутствовал на съёмках. Другой идеолог «пролетарского кино» Пиль Ютци в 1931 году экранизировал роман Альфреда Дёблина «Берлин, Александерплац». Вышедший в 1930 году немой фильм «Люди в воскресенье» вошёл в историю не только новаторским языком (фильм представляет собой хронику воскресных дней нескольких молодых людей, действия и решения которых выглядят спонтанными, а не подчинёнными заранее заданной логике), но и тем, что над ним работало сразу несколько молодых кинематографистов, которые вскоре покинут Германию и сделают успешные карьеры в Голливуде: оба режиссёра фильма Роберт Сиодмак и Эдгар Ульмер, соавторы сценария Курт Сиодмак и Билли Уайлдер, ассистент оператора Фред Циннеман.
В Веймарской республике сформировалась влиятельная кинокритика, крупнейшими фигурами которой были Рудольф Арнхейм в Die Weltbühne (Кино как искусство, 1932), Бела Балаш в Der Tag (Видимый человек, 1924), Зигфрид Кракауэр в Frankfurter Zeitung и Лотта Эйснер в Film-Kurier.

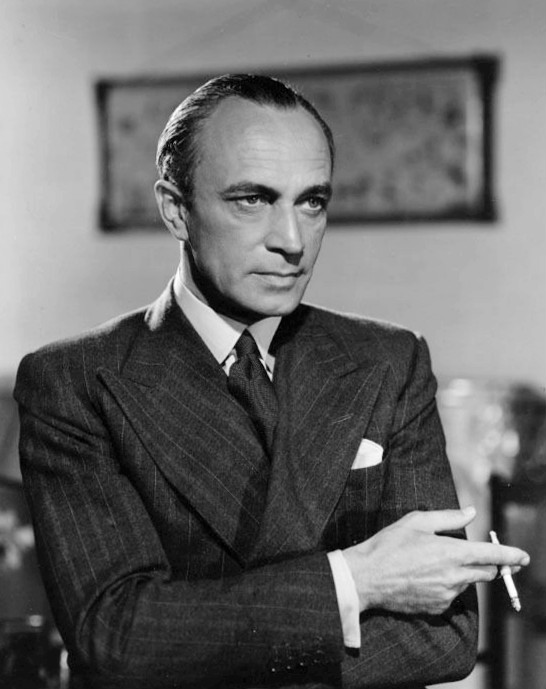
Конрад Фейдт
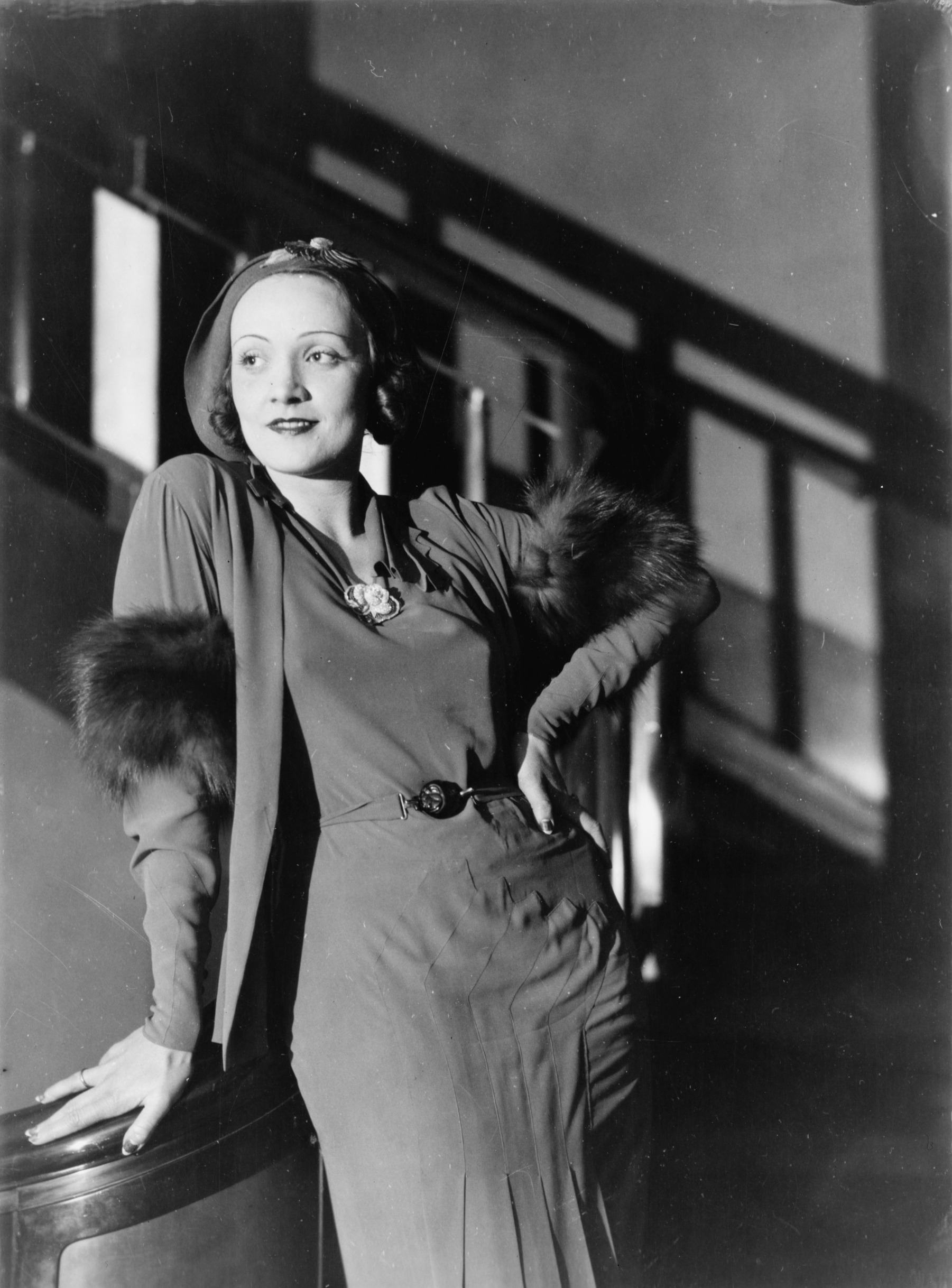
Марлен Дитрих
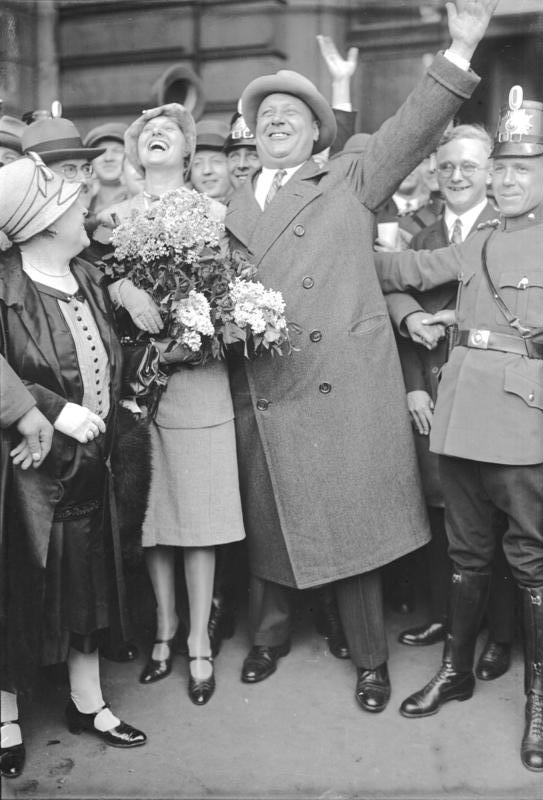
Эмиль Яннингс
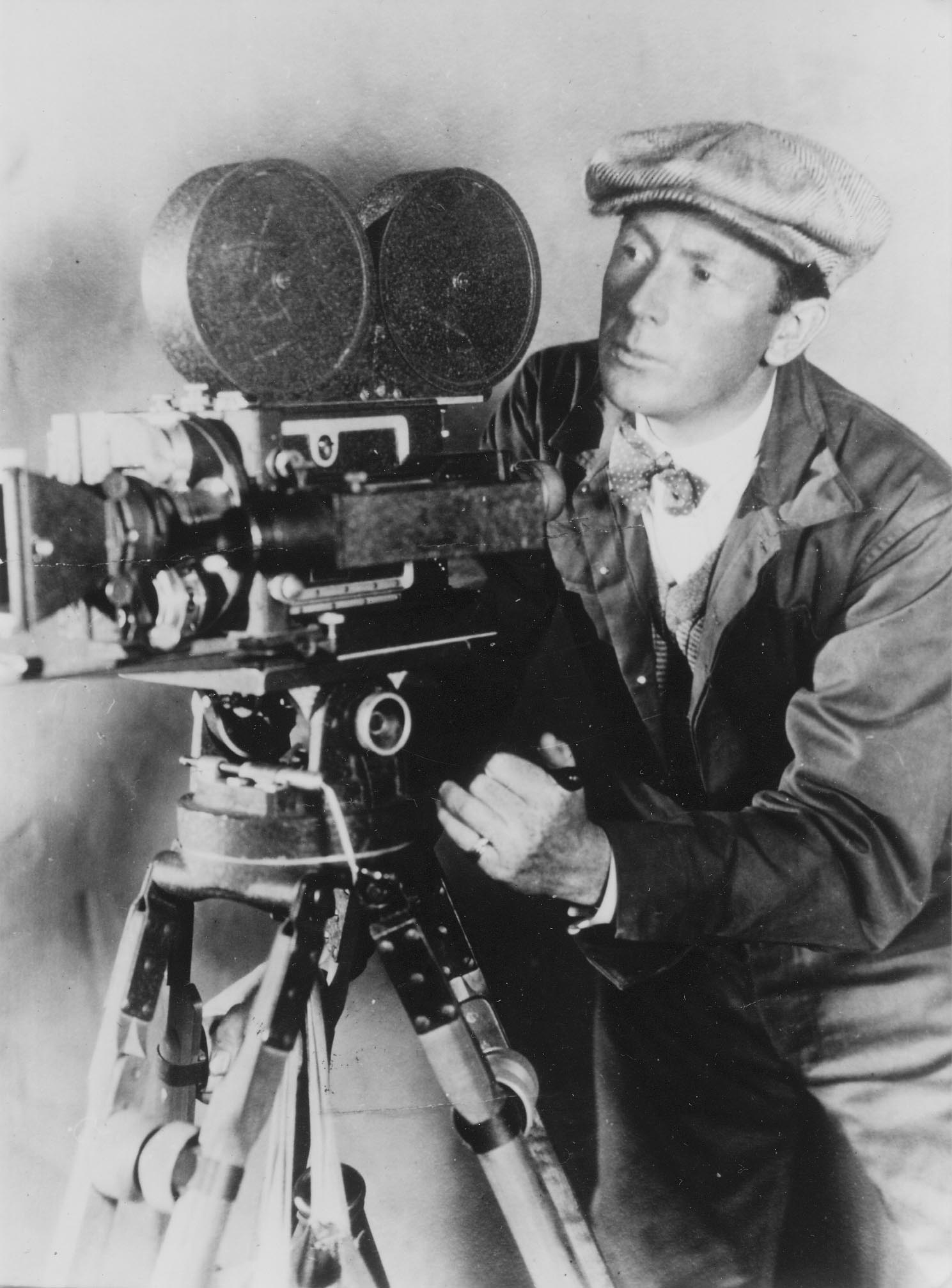
Фридрих Вильгельм Мурнау

## 1933—1945: кинематограф Третьего рейха

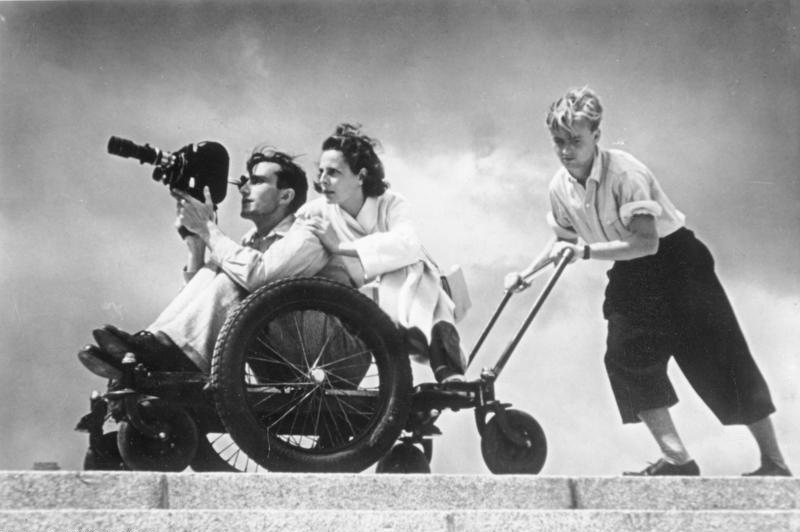
Лени Рифеншталь (1936)

С приходом в Германии к власти национал-социалистов кино было взято под полный государственный контроль. В 1933 году была учреждена Имперская палата кинематографии как подразделение Имперской палаты культуры. В производстве фильмов было формально разрешено участвовать только членам Имперской палаты, исключение из неё означало запрет на профессию. Де-факто руководителем киноиндустрии нацистской Германии стал Йозеф Геббельс, занимавший посты министра народного просвещения и пропаганды и президента Имперской палаты культуры. 28 марта 1933 года в выступлении перед немецкими кинопромышленниками он описал, каким должно быть немецкое кино: развлекательным и не откровенно пропагандистским, но национал-социалистическим по духу. В 1934 году государство ввело предварительную цензуру фильмов (в реальности власти редко применяли право запретить фильм, так как появление нежелательных работ эффективно исключалось идеологическим контролем на всех стадиях производства). В 1936 году Геббельс своим решением по сути запретил кинокритику: к печати допускались только нейтральные обзоры кинокартин, но не глубокий анализ, тем более критический, а кинообозреватели должны были иметь специальную лицензию. С середины 1930-х государство начало постепенно выкупать активы у их владельцев и к 1942 году объединило все киностудии на территории рейха, включая протекторат, в рамках одного концерна UFA-Film, сохранив их собственные наименования. В середине 1936 года в стране был введён в действие закон об отнесении к компетенции министерства пропаганды Германии полномочий по выдаче разрешений на прокат иностранных фильмов. Фактически на выпуск кинофильмов не-германского производства был наложен запрет.
Уже в конце марта 1933 года руководство UFA приняло решение уволить со студии сотрудников-евреев. Вскоре был прекращён контракт с Поммером, который после этого покинул Германию. Начиная с 1933 года из страны эмигрировали, преимущественно в США, около полутора тысяч кинематографистов, в том числе режиссёры Фриц Ланг, Рихард Освальд, Дуглас Сирк, Билли Уайлдер, Роберт Сиодмак, ведущий драматург UFA Роберт Либман, актёры Конрад Фейдт, Петер Лорре, Элизабет Бергнер. Марлен Дитрих отклонила приглашение вернуться в страну и более того, стала известным критиком нацистского режима и участницей кампаний по покупке военных облигаций США. Популярный актёр Йоахим Готтшальк покончил с собой вместе с женой и сыном из-за давления, которому их подвергли власти, требуя расторжения брака между арийцем и еврейкой. В Москве в 1936 году был создан фильм «Борцы» (режиссёр Густав фон Вангенхайм), почти вся съёмочная группа которого состояла из эмигрировавших в СССР немецких кинематографистов.
Первые пропагандистские фильмы во славу национал-социализма появились уже в 1933 году, но, например, на UFA за год таких картин вышло всего две — «Юный гитлеровец Квекс» Ханса Штайнхофа и «Беженцы» Густава Учицки, а большинство фильмов по-прежнему принадлежали к «лёгким» жанрам. Из тридцати четырёх фильмов UFA, созданных в 1935—1936 годах, после войны союзниками были запрещены только четыре. По приводимой Мишель Лэнгфорд статистике, из всех фильмов, созданных между 1933 и 1945 годами, к комедиям можно отнести больше половины. Благодаря музыкальным комедиям «Дорогая, ты едешь со мной!», «Гаспароне» (оба — 1937), «Хелло, Жанин» (1939) и «Кора Терри» (1940) звездой первой величины стала Марика Рёкк. Больше тяготели к пропаганде фильмы, выпущенные во 2-й половине 1930-х режиссёром, продюсером и одним из руководителей UFA Карлом Риттером. «Операция „Михаэль“» (1937) и «Отпуск под честное слово» (1938) прославляли долг немецкого солдата на фронте Первой мировой войны, в «Операции „Михаэль“» выражавшийся, по замыслу Риттера, в бессмысленной самоубийственной атаке, «Пур ле мерит» (1938) представлял собой серию коротких сценок, дававших карикатурно-фантасмагорический портрет Веймарской республики до прихода к власти НСДАП. Короткий период дружбы с Советским Союзом после подписания договора о ненападении стал причиной появления экранизации «Станционного смотрителя» «Почтмейстер» Густава Учицки, которая считается высшим творческим достижением актёра Генриха Георге.
Особое место в кинематографе Третьего рейха занимает Лени Рифеншталь. Она дебютировала в кино ещё как актриса в середине 1920-х годов в «горных фильмах» Фанка; тогда же она познакомилась с оператором Зеппом Альгайером, ставшим её постоянным соавтором. В 1932 году, уже получив известность как актриса, очарованная одним из выступлений Гитлера Рифеншталь добилась личной встречи с фюрером. Их знакомство переросло в плодотворное сотрудничество, в 1933 году Рифеншталь стала режиссёром документального фильма о съезде НСДАП, получившего название «Победа веры». Следующий съезд она запечатлела в фильме «Триумф воли». Для съёмок «Триумфа воли», который должен был стать памятником нацистскому режиму и лично Гитлеру, Рифеншталь получила беспрецедентные технические возможности (например, одна из камер была установлена на платформе с подъёмным механизмом, позволяющим вести съёмки с высоты до сорока метров). В 1936 году Рифеншталь поставила документальный фильм «Олимпия» о летних Олимпийских играх 1936 года в Берлине. Фильмы Рифеншталь, в первую очередь «Триумф воли», благодаря своим художественным достоинствам считаются воплощением эстетики тоталитаризма и одной из вершин документалистики и пропаганды. Вокруг них до сих пор не прекращаются дискуссии о соотношении политической пропаганды и искусства.
После начала Второй мировой войны характерным жанром немецкого кино стали «фильмы о стойкости» (Durchhaltefilme), задачей которых было поддержать высокий дух населения, страдавшего от бомбардировок и разлуки с любимыми. Два из таких фильмов — «Концерт по заявкам» Эдуарда фон Борсоди (1940) и «Великая любовь» Рольфа Хансена (1942), оба рассказывали о ждущей пилота Люфтваффе возлюбленной и стали самыми кассовыми в истории Третьего рейха: их посмотрели 26,5 млн и 29 млн зрителей соответственно. Шведская актриса и певица Цара Леандер, исполнившая в «Великой любви» главную роль, стала одной из самых высокооплачиваемых звёзд немецкого кино. В 1940 году вышли пропагандистские откровенно антисемитские фильмы «Еврей Зюсс» Файта Харлана, «Вечный жид» Фрица Хипплера и «Ротшильды» Эриха Вашнека (все — 1940). Все они представляли евреев как главную негативную силу европейского прошлого, предлагая таким образом источником современного антисемитизма нацистов европейскую традицию. Фильм «Я обвиняю» Вольфганга Либенайнера (1941) был призван оправдать программу эвтаназии людей с расстройствами психики. Идеалы национализма и принцип фюрерства прославлялись в биографических фильмах: «Роберт Кох, победитель смерти» Герберта Майша (1939), «Бисмарк» Либенайнера, «Фридрих Шиллер – триумф гения» Майша (оба — 1940) и «Дядюшка Крюгер» (1941) Штайнхофа. Самой дорогой постановкой кинематографа Третьего рейха стал исторический фильм Харлана «Кольберг», посвящённый событиям наполеоновских войн, но недвусмысленно пропагандировавший сопротивление неприятелю до последнего солдата здесь и сейчас. Хотя съёмки шли уже в тот момент, когда ситуация на фронтах стала критической для Германии, военные части отзывались со своих позиций для участия в масштабных батальных сценах с огромной массовкой. Однако потребовавший таких колоссальных ресурсов фильм увидело небольшое количество зрителей: к январю 1945 года, когда «Кольберг» вышел на экран, большая часть кинотеатров уже была разрушена союзными бомбардировками. Тем не менее и во время войны в Германии появлялись фильмы, сохранявшие определённую независимость взгляда: «Я поручаю тебе мою жену» Вернера Хохбаума (1942), «Я грезила о тебе» Вольфганга Штаудте (1944), «Улица Большая Свобода, 7» Хельмута Койтнера (1944).
Важнейшим техническим новшеством нацистского периода было цветное кино по технологии Agfacolor. Первым немецким цветным фильмом стала историческая комедия «Женщины всё же лучшие дипломаты» Георга Якоби с Марикой Рёкк и Вилли Фричем, производство которой из-за многочисленных неурядиц растянулось на два года (вышел в 1941 году). В цвете были сняты и такие масштабные исторические фильмы, как «Мюнхгаузен» (1943) и «Кольберг».

## 1945—1980: две Германии

### Послевоенное время
После поражения во Второй мировой войне лежавшая в руинах Германия была разделена на четыре оккупационные зоны, управлявшиеся союзниками. Новые государства Федеративная Республика Германии и Германская Демократическая Республика были провозглашены только в 1949 году. Германия фактически создавалась заново с нуля; в 1947 году итальянский режиссёр Роберто Росселлини снял в разрушенном Берлине фильм «Германия, год нулевой», отчасти благодаря которому первый послевоенный год Германии стал известен как «нулевой год». В Советской зоне оккупации остались главные мощности довоенного кинопроизводства — студия UFA в Бабельсберге. Это также облегчило союзникам задачу по декартелизации кинопроизводства в западной зоне оккупации, которую они рассматривали как необходимый этап создания нового, не пропагандистского кино. Там место Берлина как центра кинопроизводства заняли Мюнхен и Гамбург.

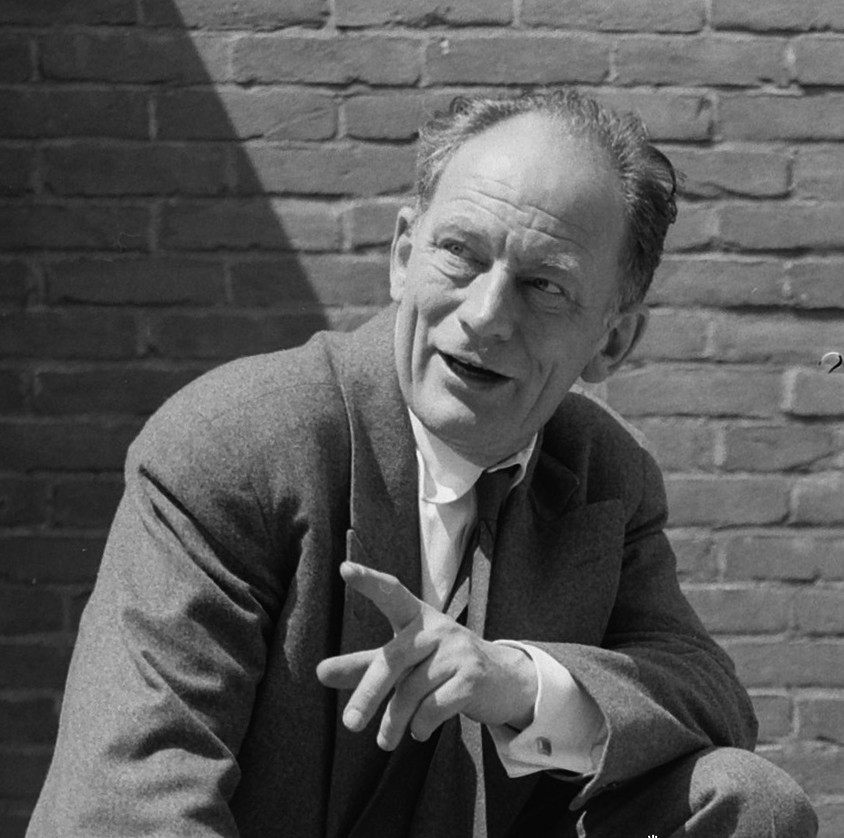
Вольфганг Штаудте

В мае 1946 года в занятом советскими войсками Потсдаме была учреждена киностудия DEFA. В это время уже находился в производстве первый послевоенный немецкий фильм «Убийцы среди нас» Вольфганга Штаудте о послевоенной встрече бывшей узницы концлагеря и нацистского преступника, первопроходец так называемого «руинного кино» (Trümmerfilm) — фильмов, главной темой которых становилось осмысление катастрофы, постигшей Германию, и преодоление нацистского прошлого. Актриса Хильдегард Кнеф, одна из главных звёзд послевоенного немецкого кино, воплотила на экране архетипический образ «женщины руин» (в конце войны множество женщин в самом деле были заняты на работах по разбору завалов разрушенных зданий). «Убийцы среди нас», как и поставленные затем на DEFA «Брак в тени» Курта Метцига (1947, основан на истории гибели Йоахима Готтшалька и его жены), «Дело Блюма» Эриха Энгеля (1948), «Ротация» Штаудте (1949) были плодом искреннего стремления их создателей просветить массового зрителя и вызвать отторжение к нацистскому прошлому.
В 1945 году в Германию вернулся Эрих Поммер, которого союзники назначили руководить восстановлением киноиндустрии на западе. В 1946—1948 гг. в союзнической зоне оккупации вышло 28 фильмов. При деятельном участии США восстанавливалась система дистрибуции и кинотеатры. В них хлынули голливудские фильмы 1930-х и начала 40-х: студии уже окупили их благодаря американскому рынку и могли позволить себе прокат по демпинговым ценам. Оккупационные власти относились к этому с одобрением, считая, что это поспособствует политике денацификации. Вместе с тем вопреки желанию оккупационной администрации студии не выпускали в немецкий прокат фильмы последних лет; ситуация изменилась только после введения в 1948 году немецкой марки, когда студии получили возможность зарабатывать на прокате. К 1951 году в ФРГ выходило более 200 американских фильмов в год. Важным элементом американской антинацистской пропаганды была демонстрация документальных фильмов о концлагерях, нередко на показы таких фильмов завлекали обманом или принудительно (без этого нельзя было воспользоваться продуктовой карточкой). 21 августа 1949 года в силу вступил статут, согласно которому Германия впредь больше не могла вводить запрет или ограничения на прокат зарубежного кинематографа на своей территории.
В целом разница между «руинным кино» западной и восточных зон состояла в том, что кинематографисты DEFA, в основном выходцы из левого движения, стремились отрефлексировать причины появления нацизма, а в западной зоне снимались фильмы, в первую очередь направленные в будущее и рисовавшие картины возрождения мирной жизни и не задававшие самых неудобных вопросов (например, «И над нами небо» Йозефа фон Баки и «В те дни» Койтнера, оба 1947). По выражению Криса Маркера: «Хотя война и поражения коснулись всех в равной степени, кинематографисты на востоке пытаются, хотя и слишком огульно, определить политические причины и конкретную ответственность, а кинематографисты запада обвиняют судьбу, кайзера, Вотана, Мефистофеля, Адама и самого Господа Бога». В западной зоне оккупации получили возможность работать и авторы самых одиозных фильмов нацистского периода: Вольфганг Либенайнер уже в 1949 году под названием «Любовь 47» экранизировал антифашистскую пьесу Вольфганга Борхерта «Там за дверью», Файт Харлан возобновил работу в 1951 году после ряда судебных процессов, на которых был вынесен оправдательный приговор.

### Восточногерманское кино

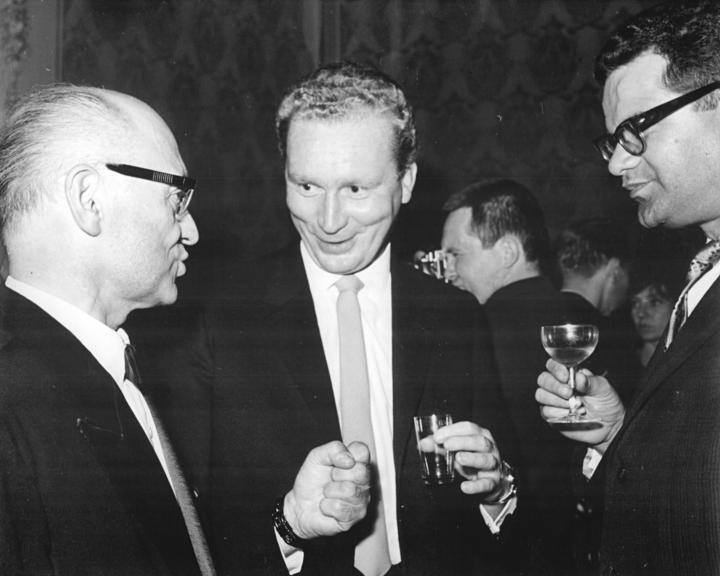
Слева направо: чешский кинокритик Антонин Броусил, Франк Байер, Конрад Вольф

История кинематографа ГДР характеризуется постоянным чередованием периодов жёсткого идеологического диктата и относительной либерализации. С 1946 по 1990 год в ГДР вышло около семисот фильмов, примерно по 15 фильмов в год — небольшое количество, учитывая, что, например, за 12 лет нацистского режима на территории Германии вышло больше тысячи кинокартин. Для того чтобы фильм попал в производство и затем вышел на экраны, требовалось согласование во множестве инстанций, как на киностудии, так и в партийных органах СЕПГ. Впрочем, часто кино использовалось как способ инициировать публичную дискуссию по какому-то вопросу, и тогда допускались достаточно неоднозначные проблемные фильмы.
На DEFA были образованы подразделения, занимавшиеся выпуском игровых, документальных и анимационных фильмов. С 1954 года в ГДР существовало Главное управление кинематографии — государственный орган, регулировавший кинопроизводство и возглавляемый чиновником в ранге заместителя министра культуры. В то же время в аппарате СЕПГ был свой ответственный за кинопроизводство чиновник, который контролировал как DEFA, так и Главное управление кинематографии.
В первые годы существования ГДР продолжали сниматься фильмы, посвящённые осмыслению и преодолению нацистского прошлого: «Совет богов» Метцига (1950), «Верноподданный» Штаудте (1951). В 1951 году состоялся первый цензурный запрет уже вышедшего на экраны фильма: «Топор Вандсбека» Фалька Харнака с точки зрения советских и немецких партийных органов слишком сочувственно показывал палача на службе у нацистов. После волнений 17 июня 1953 года наступила определённая либерализация: партийное руководство поддержало выпуск фильмов, которые критически описывали современность, ставили острые вопросы (так называемые Gegenwartsfilme). Одновременно с этим в 1954—1955 гг. вышла кинодилогия Метцига об Эрнсте Тельмане, которая снималась под чутким надзором СЕПГ и представляла идеализированный образ революционера. «История Маленького Мука» (1953) Штаудте стала кассовым хитом и ярчайшим примером успеха детского кино производства DEFA, уровень которого был высок на протяжении всей истории ГДР. Ведущим восточногерманским кинорежиссёром был Конрад Вольф, сын писателя-коммуниста Фридриха Вольфа и брат главы внешней разведки ГДР Маркуса Вольфа. После прихода к власти национал-социалистов семья Вольфов эмигрировала в СССР, во время войны юный Конрад служил переводчиком в советской армии, а после войны учился во ВГИКе в режиссёрской мастерской Григория Александрова. В нескольких фильмах Вольфа («Лисси», 1957; «Звёзды», 1959) показана эволюция героя — немца, постепенно осознающего зло, которое несёт нацизм. В «Звёздах» Вольф раньше, чем режиссёры ФРГ, сделал главной главной темой фильма Холокост. «Мне было девятнадцать» (1968) — автобиографический фильм, рассказывающий о молодом немце, который в составе РККА входит в Германию в последние дни войны. Вольфу, тем не менее, тоже довелось попасть под цензурный запрет: в 1959 году его фильм «Искатели солнца», символически изображавший строительство социализма как поиски Солнца — урана, был положен на полку по настоянию советских властей, предположительно из-за того, что в нём раскрывалась значимость для СССР уранодобывающей промышленности ГДР. Запрет был снят в 1972 году. В 1961 году секретарь министерства культуры ГДР Вольфганг Ветцольд писал, что одна из причин исчезновения реального конфликта из кино ГДР — недопуск на экраны такого образцового фильма, как «Искатели солнца». В 1971 году Вольф поставил совместный советско-германский фильм «Гойя, или Тяжкий путь познания».
После «закручивания гаек», вызванного восстанием в Венгрии 1956 года, и возведения Берлинской стены снова наступило послабление. Вольф смог снять фильм «Расколотое небо» (1964) по роману Кристы Вольф о любви двух молодых людей, оказавшихся по разные стороны Берлинской стены. Метциг экранизировал роман Станислава Лема «Астронавты»; «Безмолвная звезда» (1960) — первый научно-фантастический фильм ГДР. «Карбид и щавель» Франка Байера (1963) — редкий пример вышедшей в ГДР сатиры на социальную и экономическую ситуацию. В декабре 1965 года на пленуме ЦК СЕПГ обсуждалась культурная политика в целом и были показаны «Я — кролик» Метцига и «Не думай, что я реву» Франка Фогеля, которые Эрик Хонеккер, в тот момент второй человек в партии, приводил как пример вредных для социализма тенденций в кино. Почти все выпущенные в 1965 году фильмы были запрещены. «След камней» Байера (1966) был снят с проката через три дня после выхода на экраны. В последующие годы в продукции DEFA преобладало аполитичное развлекательное кино, такое как «Сыновья Большой Медведицы» Йозефа Маха (1966), первый из серии вестернов, в которых играл югославский актёр Гойко Митич, прославившийся исполнением ролей индейских вождей. Крупнейшим идеологическим проектом этого периода была кинодилогия Гюнтера Райша о Карле Либкнехте: «Пока я жив» (1965) и «Несмотря ни на что» (1972).
После того как в 1971 году СЕПГ возглавил Хонеккер, идеологический диктат снова ослаб, в кино стало возможным появление кинокартин, более свободно говоривших о личности и интимной стороне жизни. Важнейшим фильмом этого периода стала «Легенда о Пауле и Пауле» Хайнера Карова, по словам Майи Туровской, карнавальная картина о ненастоящем, убогом социалистическом преуспеянии и о настоящей смертельной любви. Картина Карова выделялась свободным рассказом о сексуальной жизни героев, использованием образов из сновидений и саундтреком популярной рок-группы Puhdys. Она остаётся одним из самых популярных фильмов социалистического периода. Каров, член СЕПГ и в целом лояльный государству приверженец идеалов социализма, по его словам, решил делать «кино, которое волнует каждого», после того как его фильм «Русские идут» в 1968 году был запрещён за то, что не следовал официальному нарративу, согласно которому простые немцы поголовно приветствовали советские войска как освободителей. Фильм Байера «Якоб-лжец» (1974), поэтически и одновременно с горьким юмором рассказывавший о Холокосте, стал единственным восточногерманским фильмом, номинированным на «Оскар» за лучший фильм на иностранном языке. В 1976 году власти не пустили обратно в страну барда Вольфа Бирмана. Это решение стало символом репрессий против свободы творчества и повлекло эмиграцию многих деятелей культуры, в том числе популярнейших киноактёров Манфреда Круга и Армина Мюллера-Шталя и звезды «Легенды о Пауле и Пауле» Ангелики Домрёзе.
Усиление цензуры и эмиграция звёзд первой величины нанесли кино ГДР тяжёлый удар, повлиявший на все 1980-е (последним значительным успехом стало «Соло Санни» Вольфа в 1980 году). Зрители предпочитали телевизионную продукцию или попадавшие в прокат американские фильмы. 9 ноября 1989 года в прокат вышел фильм Карова «Каминг-аут». В другое время фильм, главной темой которого было признание собственной гомосексуальности, стал бы событием, но той же ночью пала Берлинская стена. В 1990 году ГДР формально прекратила существование, а в 1992 году была упразднена студия DEFA.

### Западногерманское кино в 1950-е — 1960-е годы
Следствием политики оккупационных властей в Западной Германии стали провинциальность и подчинённое положение национального кинематографа даже на домашнем рынке. Например, в отличие от Франции или Великобритании, в ФРГ американские дистрибьютеры могли полностью выводить прибыль в США, поэтому инвестиции в немецкий кинематограф оставались крайне низкими. До середины 1950-х годов кинопроизводство последовательно росло — преимущественно за счёт низкокачественных жанровых фильмов. Популярностью пользовались и некоторые фильмы, поставленные ещё при нацистском режиме, а звёзды того времени Марика Рёкк и Ханс Альберс сохранили свой статус и после войны. Режиссёр «Еврея Зюсса» и «Кольберга» Файт Харлан в 1950-х годах снял в Западной Германии десять фильмов. Задуманная союзниками декартелизация, предполагавшая разделение UFA и других крупных игроков, таких как Bavaria Film, и рассредоточение у разных владельцев кинопроизводства, дистрибуции и кинотеатров, была утверждена в принятом в 1953 году законе в смягчённом виде, а затем де-факто саботирована на практике: большая часть активов оказалась сосредоточена во владении Deutsche Bank. UFA и Bavaria контролировали около 60 % студийных мощностей и двух крупнейших дистрибьютеров, хотя это положение и было бесконечно далёким от могущества UFA прошлых лет.
На послевоенные годы пришёлся расцвет жанра «хайматфильм» (буквально — «фильм о родине»), вдохновлённого прозой писателей рубежа XIX—XX веков, таких как Герман Лёнс, Людвиг Гангхофер и Петер Розеггер, воспевавшего жизнь вблизи природы, дружбу и семейные ценности и противопоставлявшего «хорошее» своё «плохому» приезжему; частым элементов таких фильмов были сентиментальные музыкальные номера («Девушка из Шварцвальда» Ханса Деппе (1950); «Почтальон Мюллер» Йона Рейнхарта, 1953; «Когда цветёт белая сирень» Деппе, 1953; «Девушки из Имменхофа» Вольфганга Шляйфа, 1955). Идиллические картины «хайматфильма» служили аккомпанементом «экономическому чуду» 50-х и уверяли зрителей, что ужасы войны и массовый исход беженцев с востока не сломили национальный характер немцев. В «Когда цветёт белая сирень» дебютировала актриса Роми Шнайдер, однако европейскую и мировую известность ей принесли работа в Австрии (роль Елизаветы Баварской в трилогии «Сисси») и во Франции. Большая часть военных фильмов представляла немцев как жертв столкновения двух диктаторских режимов, где скорее советские солдаты выглядели варварами. Музыкальная комедия в послевоенные годы возродилась в жанре «шлягерфильма» (Schlagerfilme) («Любовь, танец и тысяча песен» с Катериной Валенте и Петером Александером, 1955; «Когда Конни и Петер вместе» с Корнелией Фробёсс и Петером Краусом, 1958). В целом отличительной чертой послевоенного кино был эскапизм, одновременно наследовавший эскапизму развлекательного кинематографа времён Третьего рейха и уберегавший зрителя от вопросов об ответственности за преступления нацизма. Одним из редких проблемных фильмов 1950-х стал «Мост» Бернхарда Викки о бессмысленной обороне моста обречённым отрядом во время Второй мировой войны, но и внутри страны, и за границей воспринятый как протест против ремилитаризации ФРГ. Вернувшийся из Голливуда Роберт Сиодмак поставил в Западном Берлине драму «Крысы», получившую «Золотого медведя» Берлинского кинофестиваля. В целом репутация немецкого кино была общепризнанно низкой. В 1961 году никому не была присуждена национальная кинонаграда за лучший немецкий фильм года, лучшую режиссуру и лучший сценарий. В Sight and Sound тех лет Германия однажды была названа «кинематографической пустыней».
C 1945 по 1956 год годовые продажи выросли со 150 млн билетов до 817 млн билетов (на каждого жителя ФРГ и Западного Берлина приходилось 16 посещений кинотеатра в год), а количество экранов — с 2000 до 6500. С конца 1950 годов число посетителей кинотеатров стало стремительно сокращаться — до примерно 180 млн в 1969 году. Сократилось почти вдвое и количество киноэкранов. Одновременно с этим в 1956—1963 гг. количество телевизионных приёмников выросло с менее чем 1 млн до 9 млн. Так как кредит по программе поддержки кинопроизводства мог быть выдан только на создание сразу восьми фильмов, на неё могли рассчитывать лишь крупные студии. И ни одна из студий, получивших такой кредит, не пережила 1960 год. UFA в 1962 году обанкротилась и была продана концерну Bertelsmann (впоследствии на бывшей студии UFA в Темпельхофе развернулось телепроизводство). Как следствие, студии резко сократили финансирование. Если в 1956 году было выпущено 123 фильма, то в 1966 году — всего 60 фильмов.
Конец 1950-х ознаменовался рождением цикла экранизаций детективной прозы Эдгара Уоллеса: с 1959 до 1972 года компания «Rialto Film» выпустила 32 фильма по романам Уоллеса. Почти все эти фильмы поставлены при участии продюсера Хорста Вендландта и режиссёров Альфреда Форера или Харальда Райнля. При низкой стоимости поточного производства (примерно 1,4 млн марок на фильм) к 1970 году цикл принёс около 140 млн марок. Также под руководством Вендландта Rialto в 1962—1968 годах выпустила цикл фильмов об индейском вожде Виннету по романам Карла Мая с французским актёром Пьером Брисом в главной роли. Владелец конкурирующей студии «CCC Film» Артур Браунер убедил Фрица Ланга вернуться в Германию и поставить два фильма, причём второй из них, «Тысяча глаз доктора Мабузе» (1960), был основан на созданном Лангом ещё до войны образе гениального преступника. Коммерческий успех «Тысячи глаз доктора Мабузе» позволил Браунеру — уже без участия Ланга — выпустить несколько сиквелов, объединённых фигурой зловещего доктора. В этот же период Браунер выпускал фильмы о Шерлоке Холмсе, экранизации Уоллеса и другую продукцию массового потребления.
С конца 1960-х огромную популярность в Западной Германии обрело сексплуатационное кино, важнейшей частью которого стали так называемые «образовательные фильмы» (Aufklärungsfilme). В 1967 году при поддержке министра здравоохранения ФРГ Кете Штробель вышел фильм «Хельга», в котором гинеколог рассказывал неопытной заглавной героине о половой жизни и деторождении и демонстрировалась подлинная запись родов. «Хельга» стала хитом домашнего проката и успешно демонстрировалась в других европейских странах, её посмотрело до 40 млн человек, в последующие годы в прокат вышли два сиквела «Хельги», тоже принёсшие своим создателям большую прибыль. «Хельга» дала толчок к появлению как вполне серьёзных документальных фильмов, направленных на сексуальное просвещение (их звездой стал либеральный сексолог Освальт Колле), так и откровенно эксплуатационных фильмов, как, например, серия псевдодокументальных «Докладов о школьницах», первый из которых был показан в 1970 году, продюсера Вольфа Хартвига и режиссёра Эрнста Хофбауэра, в свою очередь породивших жанр «фильмов-докладов» (Report-Filme). В 1971 году тремя самыми популярными немецкими фильмами домашнего проката стали две серии «Доклада о школьницах» и первая серия «Доклада о домохозяйках». В 1970-х массово производилось и собственно эксплуатационное кино уже без намёка на «образовательность», где действию часто придавался подчёркнуто национальный (субжанр эротической комедии Lederhosenfilm, в котором действие происходит в Баварии) или экзотический колорит. Швейцарский продюсер Эрвин Дитрих, работавший в ФРГ, для нескольких постановок привлёк знаменитого испанского режиссёра эксплойтейшна Хесуса Франко, а баварский продюсер эротических комедий Алоис Бруммер уже в 1970 году стал героем документального фильма Ханса-Юргена Зиберберга «Секс-бизнес: сделано в Пазинге» об индустрии сексплуатационного кино. В целом эти фильмы представляли слабо связанные между собой эпизоды, выстроенные вокруг обнажённого женского тела или комических гэгов. Во второй половине 1970-х либерализация законодательства о порнографии и распространение домашнего видеопроката привели к быстрому упадку сексплуатационного кино. В целом по некоторым подсчётам из 782 западногерманских фильмов, вышедших между 1967 и 1980 годами, к категории сексплойтейшна могут быть отнесены более 300.

### Новое немецкое кино
«Новое немецкое кино» — условный термин, которым характеризуют массив фильмов, снятых в ФРГ в 1960-х — начале 1980-х и, хотя сильно отличающихся друг от друга стилистически и тематически, но имеющих некоторые черты, позволяющие выделить их как общность. Джулия Найт называет три признака: эти фильмы сняты режиссёрами, принадлежащими к одному поколению, появившемуся на свет в годы Второй мировой войны или близко к ней и росшими в разделённой Германии; это фильмы «ручной работы», часто созданные тесными коллективами единомышленников и с экспериментированием с возможностями кинематографа; в этих фильмах озабоченность проблемами современной Германии сочетается с поиском рынка и аудитории.
28 февраля 1962 года на ежегодном фестивале короткометражного кино в Оберхаузене 26 молодых немецких кинематографистов, наиболее известны из которых режиссёры Александр Клуге, идеолог манифеста, Эдгар Райтц, Харо Зенфт и Фердинанд Хиттль, опубликовали заявление, получившее известность как «Оберхаузенский манифест». В нём подписанты провозглашали смерть «старого кино» (его ещё презрительно называли «папиным») и готовность взять на себя ответственность за создание нового киноязыка. В последующие годы в ФРГ была запущена программа государственной поддержки национального кинематографа, важную роль в реализации которой сыграли подписанты Оберхаузенского манифеста. Её первой ласточкой стало создание в Ульме киноинститута, который возглавил Клуге.
В феврале 1965 года министерство внутренних дел учредило программу поддержки режиссёров-дебютантов «Кураторий молодого немецкого кино» с фондом в пять миллионов марок (на каждый фильм выделялось до 300 000 марок). В первые три года поддержку получили двадцать фильмов, в том числе дебютные полнометражные работы Клуге, Вернера Херцога, Фолькера Шлёндорфа. В дальнейшем схема финансирования неоднократно менялась, но программа действует по сей день. В 1966 году была создана Немецкая академия кино и телевидения (Берлинская киноакадемия), в 1967 году — Высшая школа кино и телевидения в Мюнхене.
Фильмы, снятые во 2-й половине 1960-х, разительно отличались от своих предшественников тем, что затрагивали современные проблемы. «Оно» (1966) Ульриха Шамони рассказывал историю аборта, когда они ещё были законодательно запрещены, в «Молодом Тёрлессе» (1966) Шлёндорфа, экранизации романа Музиля о садистских увлечениях воспитанников элитной школы-интерната, действие хотя и происходило в начале XX века, но напоминало зрителю и о недавнем нацистском прошлом. «Прощание с прошлым» (1966) Клуге — история еврейской девушки, прибывшей в ФРГ из ГДР, однако сталкивающейся с враждебностью, терпящей неудачи в попытках найти работу и в конце концов опускающейся до уличного воровства. «Прощание с прошлым» выделялось не только социальной проблематикой, но и нетрадиционным подходом к нарративу: фильм был разбит на отдельные эпизоды, связанные между собой авторскими титрами. «Охотничьи сцены из Нижней Баварии» Петера Фляйшмана (1969) представляли собой инверсию хайматфильма, где Бавария оказывалась уже не идиллическим фоном романтической истории, а прибежищем бедности и невежества. Жан-Мари Штрауб и Даниэль Юйе, французские режиссёры, в 1960-х жившие в Германии и снимавшие фильмы на немецком языке и хотя не входившие в число подписантов Оберхаузенского манифеста, но часто относимые к этой же волне, свои первые фильмы «Махорка-Муфф» (1963) и «Непримирившиеся, или Где правит насилие, помогает только насилие» (1965) сделали по произведениям Генриха Бёлля о жизни при нацизме и послевоенной ремилитаризации.
Однако этот всплеск оказался кратковременным: молодые режиссёры не могли рассчитывать на финансирование второго фильма по программе Куратория. В 1967 году был принят Закон о поддержке кинематографа (Filmförderungsgesetz), устанавливавший с каждого проданного билета отчисления в фонд поддержки кино (Filmförderungsanstalt, FFA), на финансирование из которого могли претендовать продюсеры, предыдущие фильмы которых достигли определённого дохода в прокате. Такая схема стимулировала использование стандартных формул коммерческого кино и была полной противоположностью идее Куратория. Новый импульс кинематографу придало сотрудничество с телевидением, которое уже в начале 1970-х стало привлекать новых режиссёров для создания телефильмов. В 1974 году было подписано соглашение между FFA и двумя общенациональными телекомпаниями ARD и ZDF, согласно которому до 1978 года более 34 млн марок инвестировалось в производство фильмов, которые в течение двух лет могли быть показаны в кинотеатрах, а затем права на них переходили телеканалам. С 1970 года стали появляться программы субсидий для кинотеатров, показывавших немецкие фильмы с художественной ценностью (так, например, в 1972 году в прокат смог выйти социальный фильм Кристиана Цивера «Дорогая мама, я в порядке» о потерявшем работу механике, возрождавший традиции «пролетарского кино» Веймарской Германии). Для продвижения «рабочих» фильмов в духе «Дорогая мама, я в порядке» была создана дистрибьюторская компания «Basis-Film Verleih». В это же время тринадцать кинематографистов подписали договор о создании кооператива «Filmverlag der Autoren», задачей которого было самостоятельно финансировать производство фильмов и заниматься их дистрибуцией с дорогостоящими маркетинговыми кампаниями.
Для телевидения 1970-е ознаменовались ещё и прорывом в жанре полицейского телесериала. До конца 1960-х немецкие детективные сериалы преимущественно имитировали американские и британские образцы. Первым телесериалом, имевшим собственный почерк и давшим рождение жанру, теперь неразрывно связанному с Германией, считается «Комиссар полиции» (ZDF, 1968—1975) с Эриком Оде в роли комиссара Герберта Келлера. За ним последовали растянувшиеся на десятилетия «Деррик» (1974—1998) с бессменным Хорстом Таппертом в роли инспектора Деррика, «Инспектор Кресс» (с 1977 года) и «Дело на двоих» (1981—2013), все — производства ZDF. Конкурирующий телеканал ARD в 1970 году запустил сериал «Место преступления», отличительной особенностью которого стали привязка каждого эпизода к конкретному городу и производство разных эпизодов региональными подразделениями ARD. «Место преступления» выходит до сих пор.

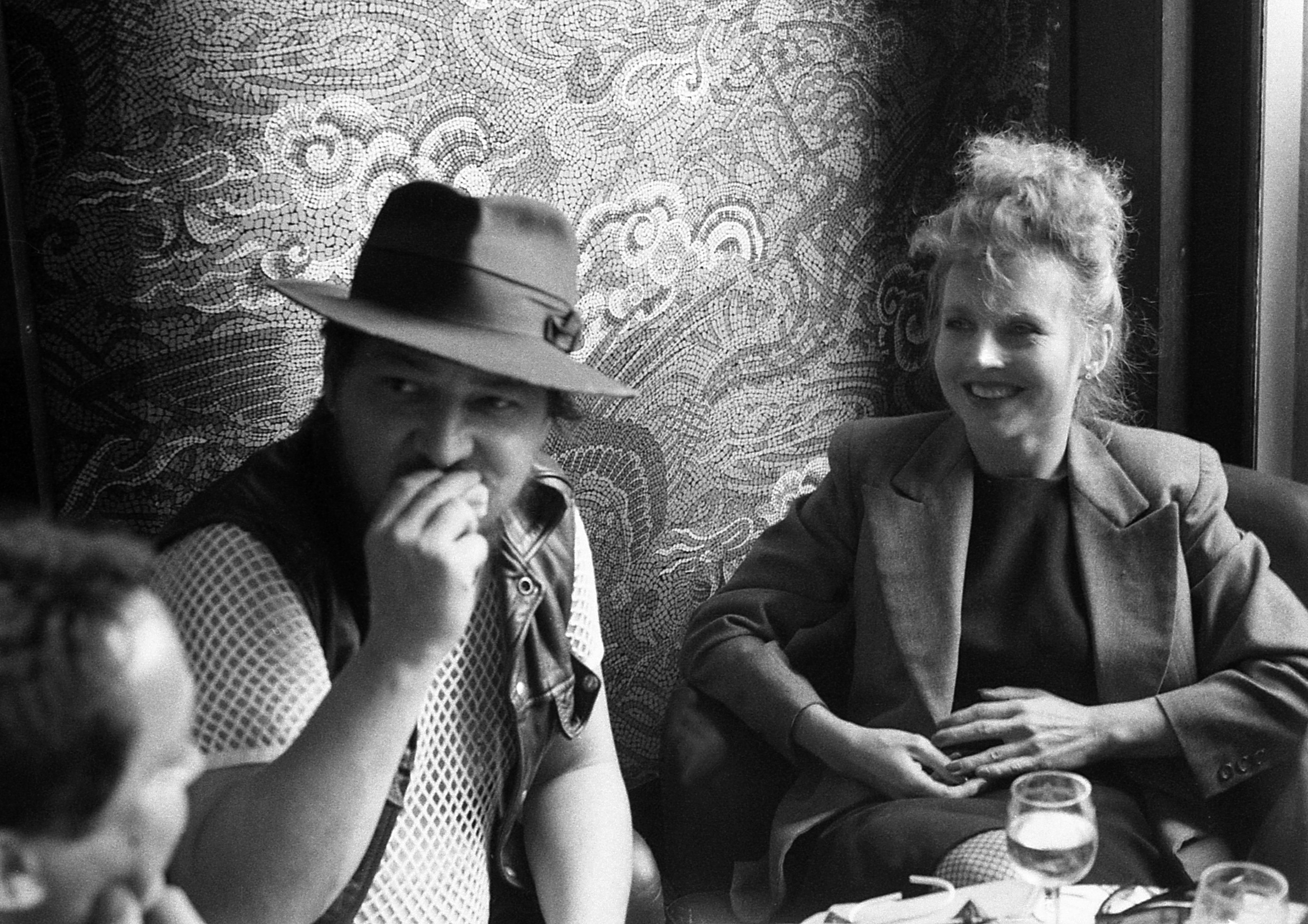
Райнер Вернер Фасбиндер и Ханна Шигулла.

Расцвет «Нового немецкого кино» в 1970-х связан с именами режиссёров, не входивших в число подписантов «Оберхаузенского манифеста»: самоучек Херцога, Райнера Вернера Фасбиндера и выпускника Высшей школы кино и телевидения Вима Вендерса. Вокруг каждого из них сложились устойчивые творческие связи или целые команды: например, главные роли во многих фильмах Фасбиндера играла актриса Ханна Шигулла, Вендерс постоянно сотрудничал со сценаристом Петером Хандке и оператором Робби Мюллером а Херцог — с монтажёром Беатой Майнкой-Йеллингхаус. Маргарета фон Тротта — соавтор сценариев, второй режиссёр или исполнительница одной из ролей в фильмах её мужа Шлёндорфа. Фасбиндер («Катцельмахер», 1969, и «Страх съедает душу», 1974) и Хельма Зандерс-Брамс («Свадьба Ширин», 1975) отразили прибытие в Германию иностранных рабочих — гастарбайтеров — и предрассудки местных жителей. Первым значительным фильмом о гастарбайтерах режиссёра-иммигранта стал «Далеко от дома» (1975) иранца Сохраба Шахида Солесса, покинувшего родину по политическим причинам. Пик «нового кино» совпал по времени с акциями Фракции Красной Армии, которые стали темой «Свинцовых времён» фон Тротты (1981, Золотой лев Венецианского кинофестиваля), «Третьего поколения» Фасбиндера (1979) и группового киноальманаха «Германия осенью» (1978). В «Потерянной чести Катарины Блюм» Шлёндорфа и фон Тротты в жизнь героини вторгаются одновременно леворадикальный терроризм и «жёлтая пресса».
Центральной фигурой этого периода был Фасбиндер, своего рода enfant terrible немецкого кино, не скрывавший своих радикально левых политических взглядов и бисексуальности и отличавшийся колоссальной продуктивностью — за пятнадцать лет он поставил сорок полнометражных фильмов, одновременно работая в театре и на телевидении. Его первые фильмы были минималистичны, нарочито условны и несли явное влияние формальных экспериментов в духе Штрауба и Юйе. Одной из его постоянных тем стала сексуальная идентичность («Горькие слёзы Петры фон Кант», 1972; «В год тринадцати лун», 1978; «Керель», 1982). К середине 1970-х к Фасбиндеру пришли слава и признание критиков, что дало ему возможность работать с большими бюджетами над проектами, предназначенными для международного рынка («Отчаяние», 1978; «Лили Марлен», 1980; «Керель»). Для позднего Фасбиндера характерна форма поздней голливудской мелодрамы Дугласа Сирка, в этой же стилистике на рубеже 80-х Фасбиндер снял трилогию («Замужество Марии Браун», 1979; «Лола», 1981; «Тоска Вероники Фосс», 1982), представлявшую развитие послевоенной Германии через жизни трёх женщин и воплощавшую идею «нового немецкого кино» о взаимопроникновении политического и частного. Наивысшим творческим достижением режиссёра называют пятнадцатичасовой телесериал «Берлин-Александерплац» (1980), ставший на тот момент самой дорогой постановкой в истории телевидения ФРГ. Вендерс, очарованный американской культурой, перенёс на немецкую почву жанр роуд-муви в своего рода трилогии (эти фильмы не имеют общего сюжета, но связаны сквозным мотивом путешествия и исполнителем главных ролей Рюдигером Фоглером): «Алиса в городах» (1974), «Ложное движение» (1975) и «С течением времени» (1976). Ностальгическое настроение, появившееся уже в «С течением времени» (его герой ремонтирует проекторы в кинотеатрах), определяет и следующий фильм Вендерса «Американский друг» (1977), неонуар и в значительной степени — дань уважения фильмам, на которых рос сам режиссёр. При этом Вендерс и в него вплетает мотивы постоянного путешествия и неприкаянности. Общая политизированность «нового немецкого кино» нехарактерна для Вернера Херцога: его главные фильмы «Агирре, гнев божий» (1972) и «Фицкарральдо» (1982) основаны не на материале немецкой истории или современности и поставлены в амазонских джунглях. Для Херцога характерны два повторяющихся мотива, которым соответствуют два актёра, каждый из которых стал своего рода alter ego режиссёра. Первый — человек, маниакально одержимый какой-то идеей; этот образ у Херцога несколько раз воплощал Клаус Кински, в том числе и в «Агирре, гневе божьем» и «Фицкарральдо». Второй — отверженный, юродивый, не от мира сего — неразрывно связан с личностью непрофессионального актёра, известного как Бруно С. и исполнившего главные роли в фильмах «Каждый за себя, а Бог против всех» (1974) и «Строшек» (1977). К новому немецкому кино близок Вернер Шрётер, снимавший преимущественно экспериментальные, китчевые фильмы с условно обозначенным сюжетом («Эйка Катаппа», 1969; «Смерть Марии Малибран»; первый фильм Шрётера более конвенциональной формы «Неаполитанские братья и сёстры» вышел в 1978 году). Тогда же дебютировал и пионер квир-кино Роза фон Праунхайм, наиболее известный картиной «Не гомосексуал извращён, а ситуация, в которой он живёт» (1971). Само название этого фильма делало его активистским высказыванием.
На немецкий кинематограф 1970-х значительно повлияло феминистское движение: в это время появилась группа женщин-кинематографистов, обращавших внимание на то, что женщины недостаточно представлены на ведущих ролях в кинопроизводстве, а проблемы, с которыми сталкиваются женщины, редко становятся главной темой фильма. Ещё в 1968 году обратила на себя внимание выступлением на конференции немецких студентов-социалистов Хельке Зандер. Кроме неё, Маргареты фон Тротты и Хельмы Зандерс-Брамс в этот период выдвинулись Ютта Брюкнер и Ульрике Оттингер. Для некоторых из режиссёров феминистской волны способом выразить себя стали автобиографические фильмы, такие как «Голодные годы» Брюкнер и «Германия, бледная мать» Зандерс-Брамс (оба — 1980).
В середине 1970-х годов в кино дебютировал продюсер Бернд Айхингер, в то время — глава небольшой независимой кинокомпании Solaris Film. При его участии вышли «Ложное движение», экспериментальный фильм Ханс-Юргена Зиберберга «Гитлер. Фильм из Германии» и снятая Вольфгангом Петерсеном драма о любви заключённого-гомосексуала и сына охранника «Последствия» (оба — 1977). В 1979 году Айхингер стал совладельцем переживавшей тяжёлые времена мюнхенской студии «Constantin Film» и в последующие десятилетия стал ведущей фигурой немецкого кинематографа.
В течение 70-х годов немецкое кино получило международное признание, пиком которого стало присуждение «Жестяному барабану» Шлёндорфа (1979) «Золотой пальмовой ветви» и «Оскара» за лучший фильм на иностранном языке. В то же время его коммерческий успех, особенно на родине, оставался ограниченным, на внутреннем рынке доминировало американское кино, а доля отечественных фильмов не превышала 10 %.

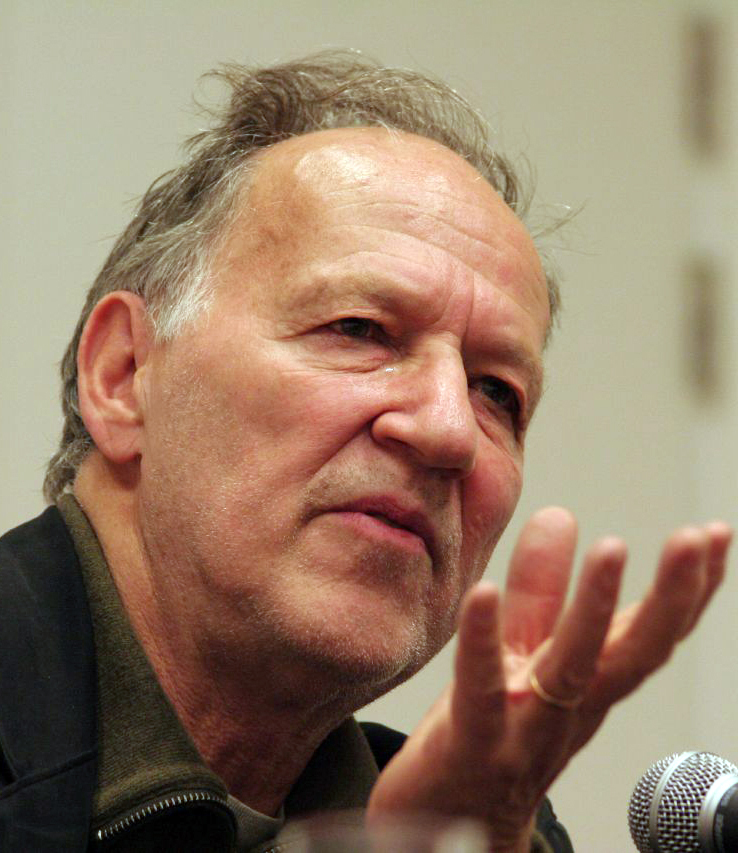
Вернер Херцог
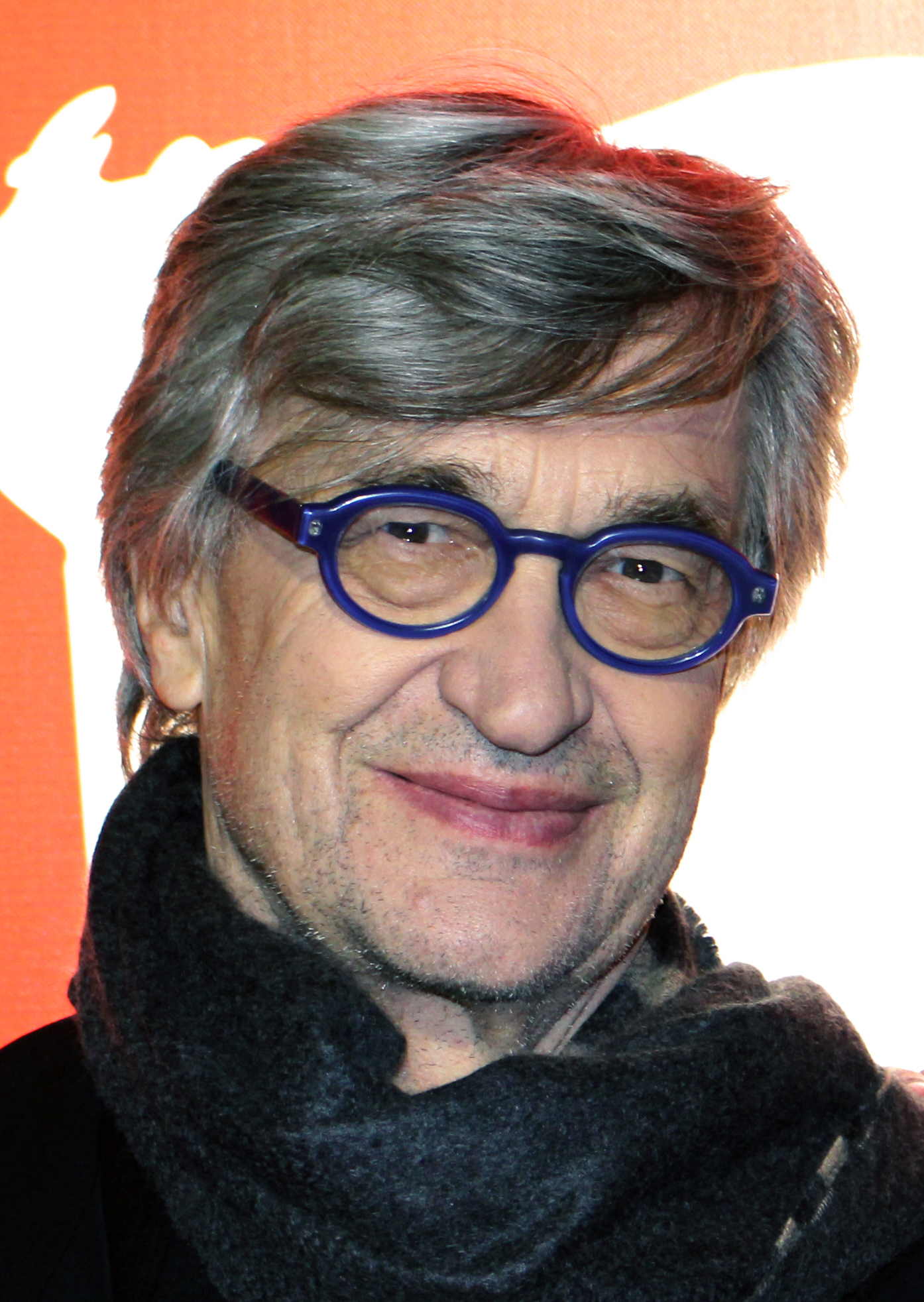
Вим Вендерс
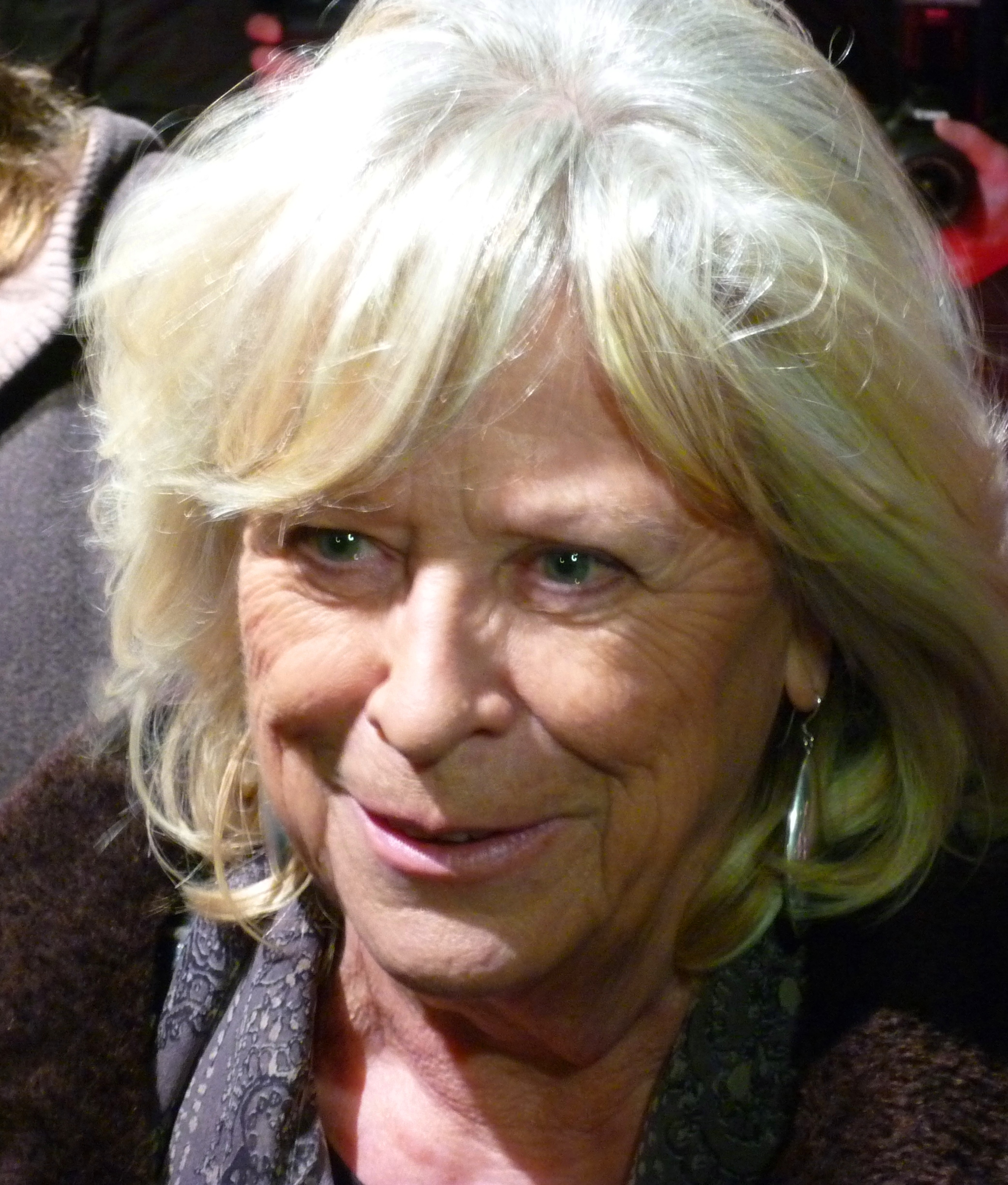
Маргарета фон Тротта
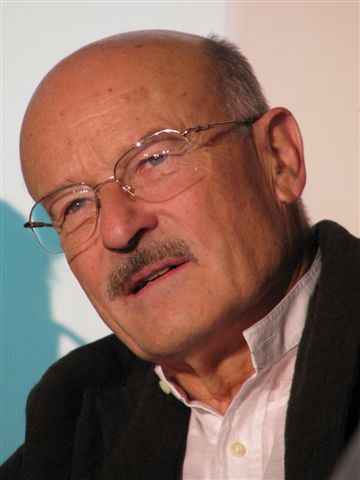
Фолькер Шлёндорф

### Западногерманское кино в 1980-е годы

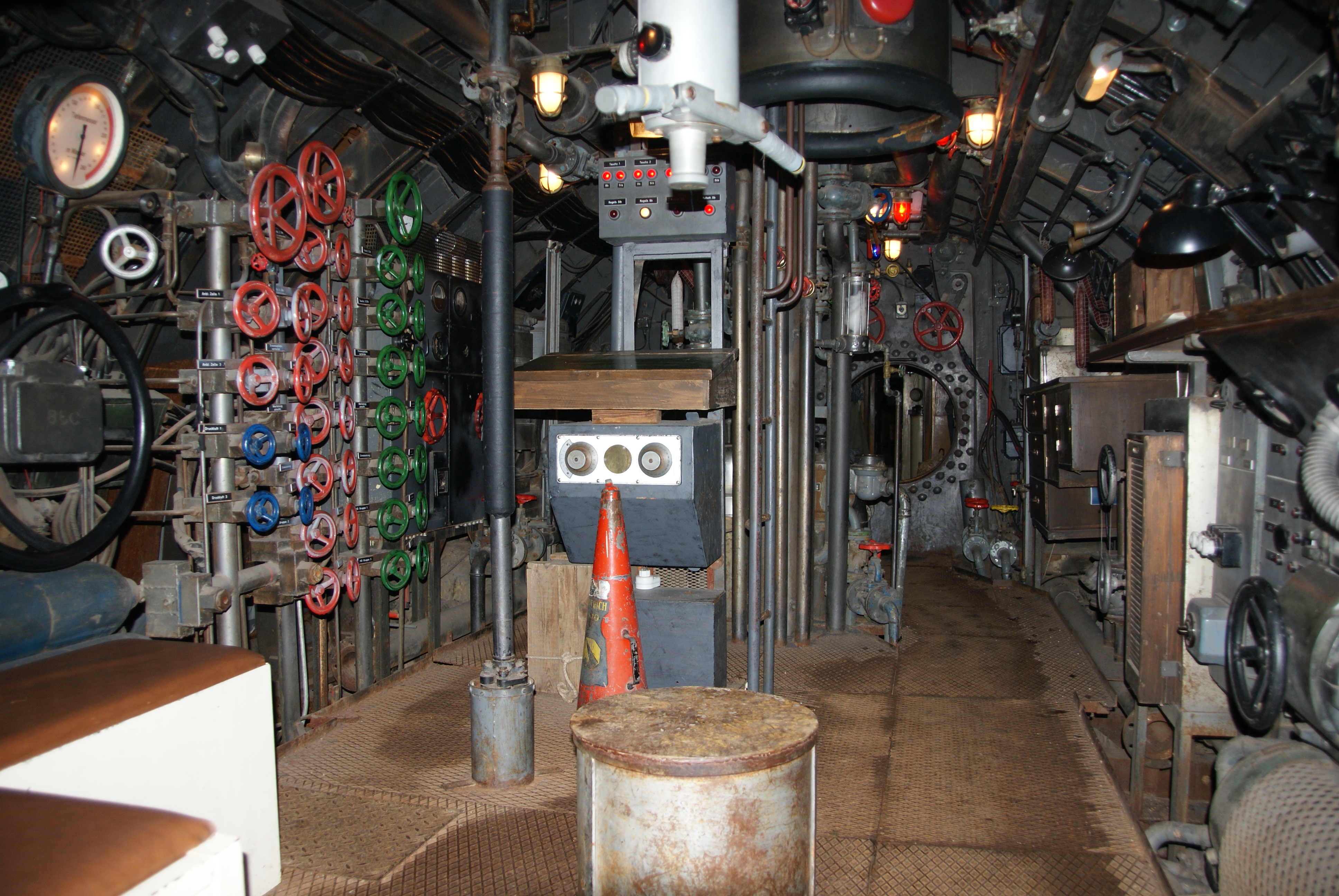
Декорации к «Подводной лодке» из музея при студии Bavaria Film.

В 1980-х годах лидеры «нового кино» уступили место следующему поколению: Фасбиндер умер в 1982 году от передозировки наркотиков, Клуге стал работать преимущественно на телевидении, Херцог переключился на документалистику, а Вендерс уехал в США (снятый там «Париж, Техас» в 1984 году получил «Золотую пальмовую ветвь» в Каннах). В 1982 году на очередных выборах правящая Социал-демократическая партия Германии проиграла коалиции ХДС/ХСС, и Гельмута Шмидта на посту канцлера сменил Гельмут Коль, провозгласивший возврат к консервативным ценностям. В обществе снизился интерес к радикально-политической повестке. Новый министр внутренних дел Фридрих Циммерман сформулировал своё кредо при распределении государственных субсидий в кинематограф: «Налогоплательщик не хочет провокаций, он хочет развлечения». Одними из первых его решений были отзыв уже выделенных средств на фильм контркультурного режиссёра Герберта Ахтернбуша «Призрак», обвинённый в богохульстве, и отказ в финансировании его следующего фильма «Рак-путешественник». Позже такая же история произошла с фильмом Моники Тройт «Совращение: Жестокая женщина» (1985), исследующим лесбийские и садомазохистские сексуальные практики.
В 1981 году на экраны вышел блокбастер Вольфганга Петерсена «Подводная лодка» о судьбе экипажа немецкой субмарины во время Второй мировой войны. «Подводная лодка» прошла в мировом прокате и получила шесть номинаций на «Оскар» — рекорд для немецкого фильма. Айхингер продюсировал ряд коммерчески успешных картин: история берлинской наркосцены «Мы дети станции Зоо» (режиссёрский дебют Ули Эделя, 1981), одноимённая экранизация фэнтези-романа Михаэля Энде «Бесконечная история» (Петерсен, 1984), совместная франко-итало-немецкая экранизация бестселлера Умберто Эко «Имя розы». Два последних фильма снимались на английском сразу в расчёте на международный прокат. В 1989 году вышел ещё один проект Айхингера — немецко-американский фильм «Последний поворот на Бруклин» по одноимённому роману Хьюберта Селби, сделанный немецкой съёмочной группой во главе с Эделем, но с американским актёрским составом. Фильм на скандальном материале о наркотиках и проституции получил хорошую критику, но остался вне широкого проката, а Эдель затем на годы обосновался в США, но его следующие фильмы не имели успеха. При активном участии Айхингера «лицом» немецкого кино стали высококачественные жанровые картины, обращавшиеся к широкой зрительской аудитории и сочетающие остросюжетность и верность консервативным идеалам. В 1984 году вышел телевизионный цикл Эдгара Райца «Родина» из одиннадцати полуторачасовых фильмов о жизни вымышленной семьи Симонов из горного региона Хунсрюк в Рейнской области с 1918-го по 1982 год. Райц продолжил дополнять «Родину» новыми фильмами, ещё два телецикла были показаны в 1993 и 2004 годах, доведя историю Симонов и их соседей до 2000 года. Общая длительность проекта приближается к 60 часам. «Родина» (в оригинале Heimat) с одной стороны наследует послевоенным хайматфильмам, с другой — деконструирует жанр, помещая его в исторический контекст и показывая, как традиционные декорации хайматфильма наполняются продуктами научно-технического прогресса. В фильмах Райца прямо цитируются как классические образчики жанра, так и критикующие и высмеивающие его фильмы.
80-е — годы расцвета немецких комиков Отто Валькеса и Дитера Халлерфордена, каждый из которых (вернее, их «альтер эго», соответственно Отто и Диди) стал главным героем нескольких фильмов. По большому счёту эти фильмы сводились к набору скетчей, вписанных в незамысловатый сюжет. «Отто — фильм» (1985) занял третье место в списке самых популярных немецких фильмов в национальном прокате.
В этот период заявили о себе и новые женщины-режиссёры. Дорис Дёрри, учившаяся в США и Высшей школе кино и телевидения в Мюнхене, пришла в кино, после того как несколько лет снимала фильмы для баварского телевидения. Её комедия о любовном треугольнике «Мужчины...», предвосхитившая популярность в 1990-х других комедий, раскованно говоривших со зрителем о сексе и отношениях, стала самым кассовым немецким фильмом 1985 года. Вышедший в том же году фильм Пиа Франкенберг «Без тебя я не пустое место», юмористически осмысляющий неврозы главной героини, которую играет сама Франкенберг, критики сравнивали с фильмами Вуди Аллена. В 1990-х Дёрри продолжила снимать «хроники жизни сумасшедшего дома, в котором живут люди, наделённые неизлечимыми фобиями» (Г. Краснова): «Никто меня не любит» (1995), «Красива ли я» (1996), «Обнажённые» (2002, по собственной пьесе).
Вендерс, вернувшись в Германию, снял один из самых известных своих фильмов «Небо над Берлином», историю двух ангелов, наблюдающих за жизнью людей в Западном Берлине. Своего рода кинематографическое воплощение идеи ангела истории Вальтера Беньямина, фильм представляет собой поэтическое размышление о разделённой Германии, нацизме (эта тема представлена вставным сюжетом о съёмках фильма о нацистском периоде) и коллективной вине — или невиновности немцев.
Традицию жанрового полицейского кино продолжил режиссёр Доминик Граф, сочетающий работу на телевидении и на большом экране и принципиально противопоставляющий себя авторскому артхаусному кинематографу. Крупным коммерческим успехом стал его фильм «Кошка» (1988), а боевик «Победители» (1994) один из ведущих немецких кинокритиков Катя Никодемус назвала стандартом немецкого жанрового фильма.
Жанр фильма ужасов в Западной Германии пребывал в забвении со времени Третьего рейха и до конца 1980-х: хотя фильмы ужасов начали снимать уже в 1950-х, они игнорировались критикой и киноведами, а законодательство, ограничивавшее изображение насилия на экране, приводило к ограничению и даже запретам на показ хорроров. Возрождение хоррора произошло в конце 1980-х и в первую очередь связывается с Йоргом Буттгерайтом, автором серии радикальных фильмов на стыке сплэттера и софткорной порнографии («Некромантик», 1987), приобретшей культовый статус.

## С 1990 года: кинематограф объединённой Германии

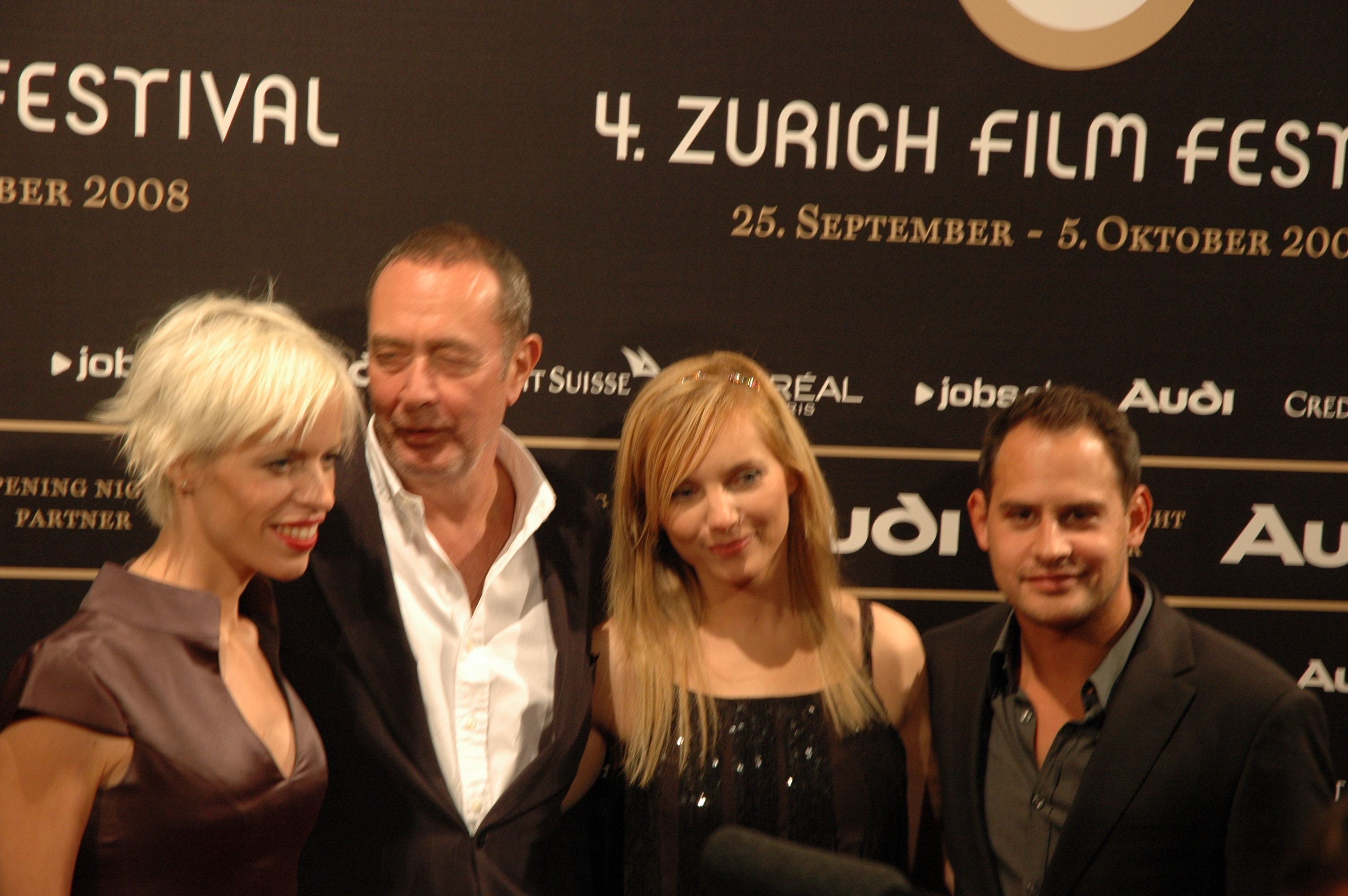
Бернд Айхингер, Надя Уль и Мориц Бляйбтрой на премьере фильма «Комплекс Баадера — Майнхоф» (2008).

В первой половине 90-х в немецком кинематографе не происходило крупных событий, бытовые комедии пользовались популярностью внутри страны, но были непонятны иностранному зрителю и не востребованы им. Коммерчески успешным для немецкого кино был 1997 год (17 % кассовых сборов), когда вышли сразу два хита — «Россини, или Убийственный вопрос, кто с кем спал» Гельмута Дитля и трагикомедия «Достучаться до небес» Томаса Яна. С конца 90-х популярность немецкого кино росла, что сопровождалось строительством новых многозальных кинотеатров. Международным прорывом стала картина «Беги, Лола, беги» (1998) Тома Тыквера, построенная вокруг запоминающегося образа бегущей по Берлину рыжеволосой Франки Потенте. Независимая картина постепенно вышла в число лидеров домашнего проката, затем проехала по фестивалям по всему миру и наконец попала в кинопрокат в 37 странах. В 2000-х годах «Оскара» за лучший фильм на иностранном языке удостаивались «Нигде в Африке» Каролины Линк (2001), «Жизнь других» Флориана Хенкеля фон Доннерсмарка (2006) и произведённые совместно с Австрией «Фальшивомонетчики» Штефана Ружовицки (2007; номинированы от Австрии). С другой стороны, в 2015 году ни один немецкий фильм не попал в конкурсные программы крупнейших фестивалей за пределами Германии — Канн, Венеции и Локарно, а единственным громким международным событием стала снятая одним кадром (без монтажных склеек) «Виктория» Себастьяна Шиппера. Наиболее коммерчески успешным продуктом при этом остаются комедии. Два самых прибыльных в истории домашнего проката немецких фильма — это созданные комиком Михаэлем Хербигом пародия на вестерны «Мокасины Маниту» (2001, 12 млн зрителей и 65 млн евро), и пародия на космические саги «Космический дозор. Эпизод 1» (2004), в том же 2015 году самым кассовым немецким фильмом (7,5 млн зрителей) была комедия «Зачётный препод 2». Тиль Швайгер, соавтор сценария и исполнитель главной роли в «Достучаться до небес», стал одной из самых востребованных фигур немецкого кино и снимает преимущественно романтические кинокомедии («Босиком по мостовой», 2005; «Красавчик», 2007), над которыми имеет полный творческий контроль в качестве продюсера, соавтора сценария, режиссёра и исполнителя главной роли.
Ежегодно в Германии снимается примерно 150—160 художественных фильмов, не считая анимационных и документальных; около 90 художественных фильмов попадает в кинотеатры, однако окупается в прокате только около десятка картин. Телевидение выпускает до 800 фильмов в год. По состоянию на 2011 год доля немецкого кино на внутреннем рынке составляла около 30 %.
В объединённой Германии стали доступны европейские механизмы финансирования фильмов совместного производства. В 1992 году был учреждён франко-немецкий телеканал Arte, специализирующийся на культурном вещании и дающий возможности как для производства, так и для показа фильмов. Но Arte и ему подобные каналы имеют небольшую аудиторию по сравнению с гигантами ARD и ZDF. Существуют и европейские надгосударственные механизмы, как например MEDIA (с 2013 года — Creative Europe). В 1994 году продюсер Штефан Арндт и режиссёры Том Тыквер, Вольфганг Беккер и Дани Леви по образцу United Artists и Filmverlag der Autoren учредили кинокомпанию X Filme Creative Pool. Именно X Filme выпустила «Беги, Лола, беги». При участии X Film были сняты как международные блокбастеры («Облачный атлас», 2012), так и фавориты артхаусной критики — фильмы австрийца Михаэля Ханеке «Белая лента» (2009) и «Любовь» (2012), оба удостоенные Золотой пальмовой ветви (первый из них — на немецком языке и преимущественно с немецкими актёрами).
Объединение Германии было отражено в кино в первую очередь комедиями о жизни в ГДР, такими как «Глыба» (Вадим Гловна, 1992) и «Мы можем по-другому» (Детлев Бук, 1993), эксплуатировавшими ценности хайматфильма и воспевавшими в первую очередь обретение семьи несмотря на внешние преграды. В фильме Петера Тимма «Вперед, Траби!» (1991) о поездке семьи восточных немцев в Италию на автомобиле Trabant главный объект насмешек — баварские родственники главных героев. Феномен ностальгии по ГДР в этих и многих других, в том числе более поздних («Солнечная аллея» Леандер Хаусман, 1999) фильмах получил название «остальгия». Возрождение каких-то явлений времён социализма позитивно рассматривается в комедии «Гуд бай, Ленин!» Вольфганга Беккера (2003), где живущие в современной Германии герои реконструируют ГДР в отдельно взятой квартире. Признание «Жизни других» было во многом связано с тем, что она стала, по большому счёту, первым фильмом, дававшим критический портрет ГДР с атмосферой депрессии и постоянной слежки за согражданами.
Важнейшей темой кино объединённой Германии стала рефлексия о нацистском прошлом. Начавшись ещё со «Сталинграда» (1993) и продолжившись «Нигде в Африке», она получила особенно мощное развитие в фильмах Оливера Хиршбигеля «Эксперимент» (2001) и «Бункер» (2004). Роль Гитлера в самом конце войны в «Бункере» была единодушно признана блестящим достижением актёра Бруно Ганца; британский историк и биограф Гитлера Ян Кершоу называл Ганца единственным, кто достоверно воплотил образ фюрера на экране. В 2005 году вышел байопик «Софи Шолль — последние дни» Марка Ротемунда. Тема нацизма была скрещена с жанром ужасов в «Анатомии» Ружовицки (2000). Финал чемпионата мира по футболу 1954 года, ставший для многих немцев символом послевоенного возрождения страны, был в 2003 году перенесён на экраны в фильме «Чудо в Берне» Зёнке Вортмана, до этого сделавшего себе имя на молодёжных комедиях. В 2008 году история Фракции Красной Армии была воспроизведена в спродюсированном Айхингером фильме Ули Эделя «Комплекс Баадера — Майнхоф», собравшем звёздный актёрский ансамбль от Морица Бляйбтроя и Мартины Гедек в заглавных ролях до Ганца и Тома Шиллинга во второстепенных и ставшем самой дорогой немецкой картиной на тот момент. В отличие от предшествующей традиции фильмов о Фракции Красной Армии, нередко сочувственных по отношению к террористам, герои «Комплекса Баадера — Майнхоф» мало рефлексируют и выглядят скорее испорченными и экзальтированными молодыми людьми, а фильм сосредоточен на документировании хроники насилия
Одновременно с этим в нулевые годы режиссёры так называемой берлинской школы снимали созерцательное кино о частной жизни и повседневности, в которой, по выражению М. Ратгауза, «растворяющийся в чашке сахар важнее смены правительства». Эти фильмы характеризуются медленным темпом и долгими планами, их герои живут в «нормальном, но странным образом незнакомом» мире (Р. Зухланд) и имеют дело с семейными и межпоколенческими проблемами. Трое из ведущих представителей «берлинской школы» — Кристиан Петцольд, Томас Арслан, Ангела Шанелек — учились в Берлинской киноакадемии на рубеже 80-х и 90-х и привлекли внимание не столько в кинотеатрах, сколько благодаря показам их фильмов на телеканале ZDF. Петцольд обратил на себя внимание критиков фильмом «Внутренняя безопасность» (2000) о взаимоотношениях двух бывших членов Фракции Красной Армии и их дочери. К этому же кругу причисляют Марен Аде, Ульриха Кёлера, Кристофа Хоххойслера. Марен Аде соединяет в своих фильмах социальную критику и игровое начало; её любимый персонаж — чудаковатый проказник, ломающий привычный порядок вещей. Третий полнометражный фильм Аде «Тони Эрдманн» (2016) был признан многими критиками лучшим фильмом года. Трудности с получением финансирования для независимых фильмов привели к тому, что вокруг Берлинской киноакадемии сложилась так называемая «берлинская школа мамблкора», производившая экстремально малобюджетные разговорные фильмы, как, например, «Любовь и стейки» Якоба Ласса (2013).
Под турецко-немецким кинематографом понимается кино, создаваемое в Германии турецкими иммигрантами в первом и втором поколениях, как правило — уже гражданами Германии. Одним из ключевых фильмов турецко-немецкого кино считается «40 квадратных метров Германии» Тевфика Башера (1986, Серебряный леопард кинофестиваля в Локарно), главная героиня которого оставалась жертвой патриархального уклада даже после переезда в Германию (в название фильма вынесена площадь квартиры, в которой она заперта). В 1990-х на авансцену вышло целое поколение кинематографистов турецкого происхождения: Сейхан Дерин («Я — дочь своей матери», 1996), Томас Арслан («Братья и сёстры», 1997), Фатих Акин («Быстро и без боли», 1998), Кутлуг Атаман («Лола и Билидикид», 1999). Некогда господствовавший в немецком кино акцент на бесправном положении турецких мигрантов и в особенности женщин сменился полной палитрой красок, включающей любые жанры — от слэпстик-комедий до неонуара. Хотя фильмы турецких немецких кинематографистов часто сняты с точки зрения иммигранта или члена диаспоры, это совершенно необязательно, например триллер «Без звука» Меннана Япо (2004) — чистый жанровый продукт, вообще не затрагивающий тему миграции. «Головой о стену» Акина (2004), история любви двух выходцев из турецкой общины, принесла режиссёру «Золотого медведя» Берлинского кинофестиваля. Героями Акина становились и мигранты из других стран — итальянцы в «Солино» (2002) и греки в «Душевной кухне» (2009).
Немецкие кинематографисты — частые гости в Голливуде и принимают участие в международных кинопостановках. С 1990-х постоянно заняты в США и имеют на своём счету несколько блокбастеров Вольфганг Петерсен («Самолёт президента», 1997; «Идеальный шторм», 2000; «Троя», 2004) и Роланд Эммерих («Звёздные врата», 1994; «День независимости», 1996; «Послезавтра», 2004). «Оскар» за лучшие визуальные эффекты за «День независимости» получил немецкий постановщик спецэффектов Фолькер Энгель. Успех фильма «Беги, Лола, беги» дал Франке Потенте роли девушки главного героя в фильмах о Джейсоне Борне, а Том Тыквер в 2006 году стал режиссёром дорогостоящей международной постановки «Парфюмер. История одного убийцы». Диана Крюгер начала актёрскую карьеру во Франции, снималась в голливудских фильмах (в частности, в «Трое») и только в 2017 году сыграла в немецком фильме — «На пределе» Фатиха Акина (приз за лучшую женскую роль Каннского кинофестиваля).Голливудскую кинокарьеру сделали многолетний оператор Фасбиндера Михаэль Балльхаус и кинокомпозитор Ханс Циммер. Преимущественно в Канаде работает режиссёр Уве Болл, которому серия фильмов по компьютерным играм («Один в темноте», «Бладрейн», оба — 2005, и др.) принесла репутацию «худшего режиссёра современности». При этом самые громкие кассовые провалы Болла были в значительной степени профинансированы из немецкого бюджета благодаря «дыре» в законодательстве Германии о налоговых вычетах. В свою очередь, студия в Бабельсберге часто используется для международных копродукций, на ней снимались, в том числе, «V — значит вендетта» (2006), «Операция „Валькирия“», «Спиди-гонщик» (оба — 2008), «Бесславные ублюдки» (2009), «Охотники за сокровищами» (2014). 

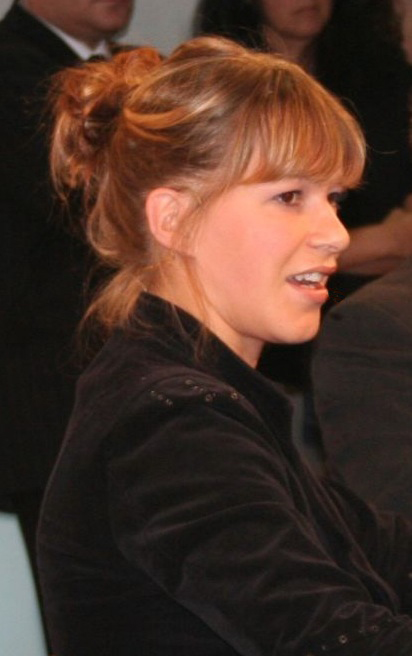
Франка Потенте
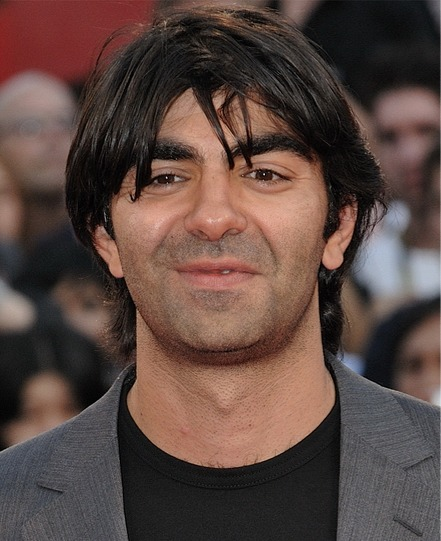
Фатих Акин
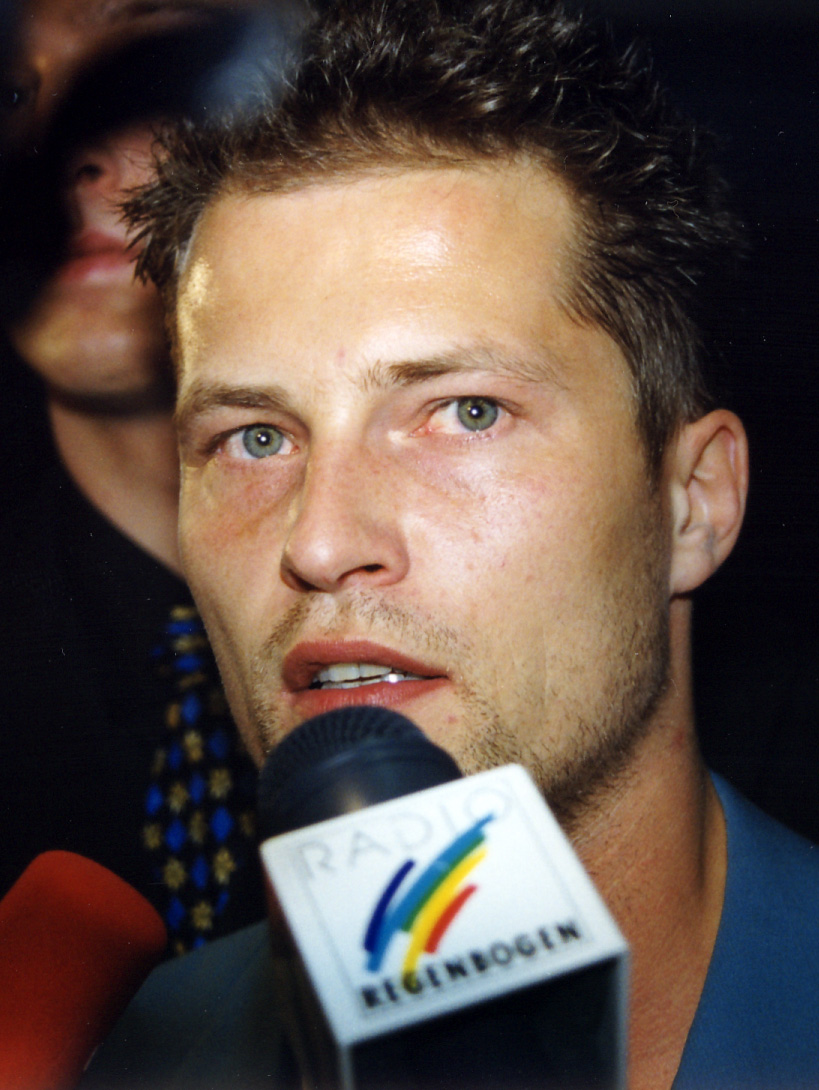
Тиль Швайгер
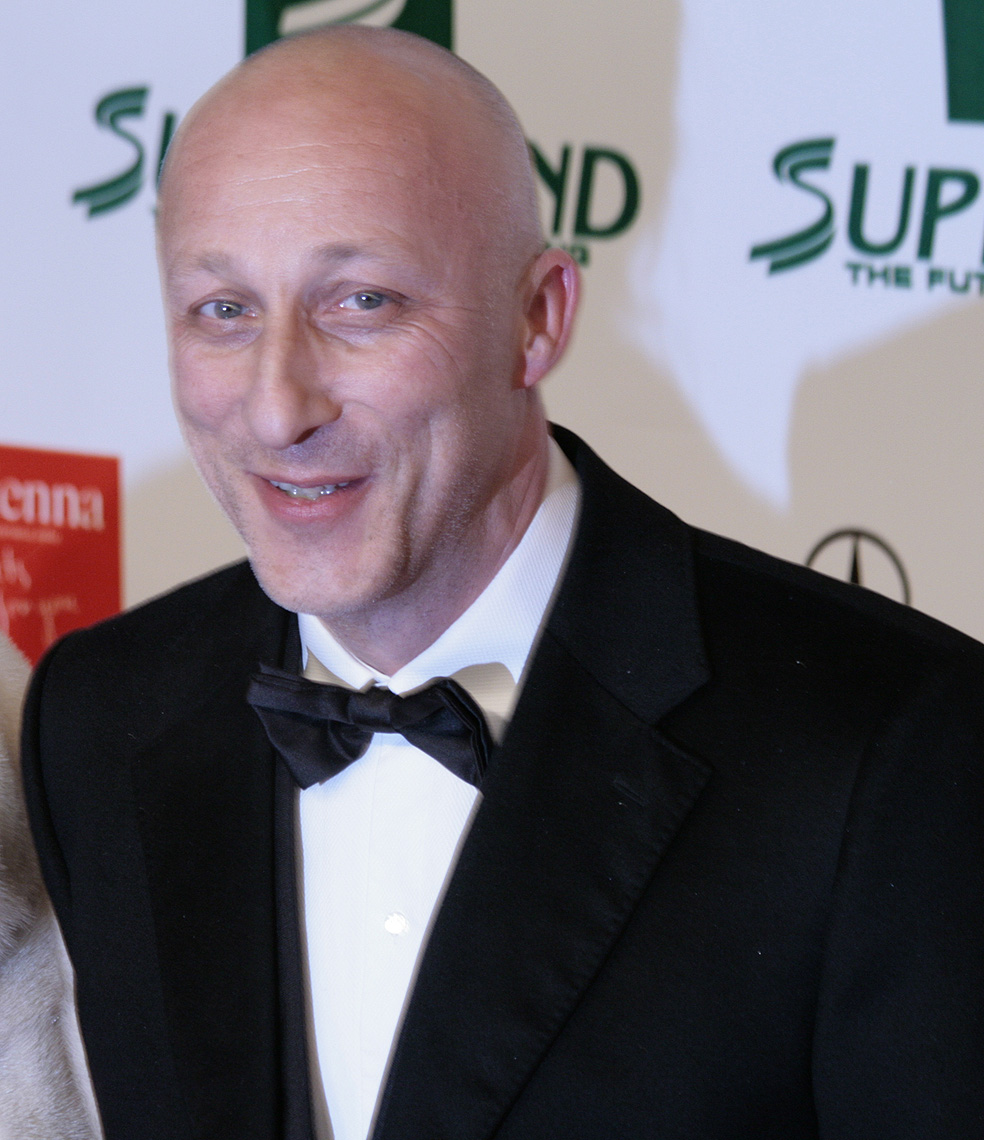
Оливер Хиршбигель

## Организация и институты

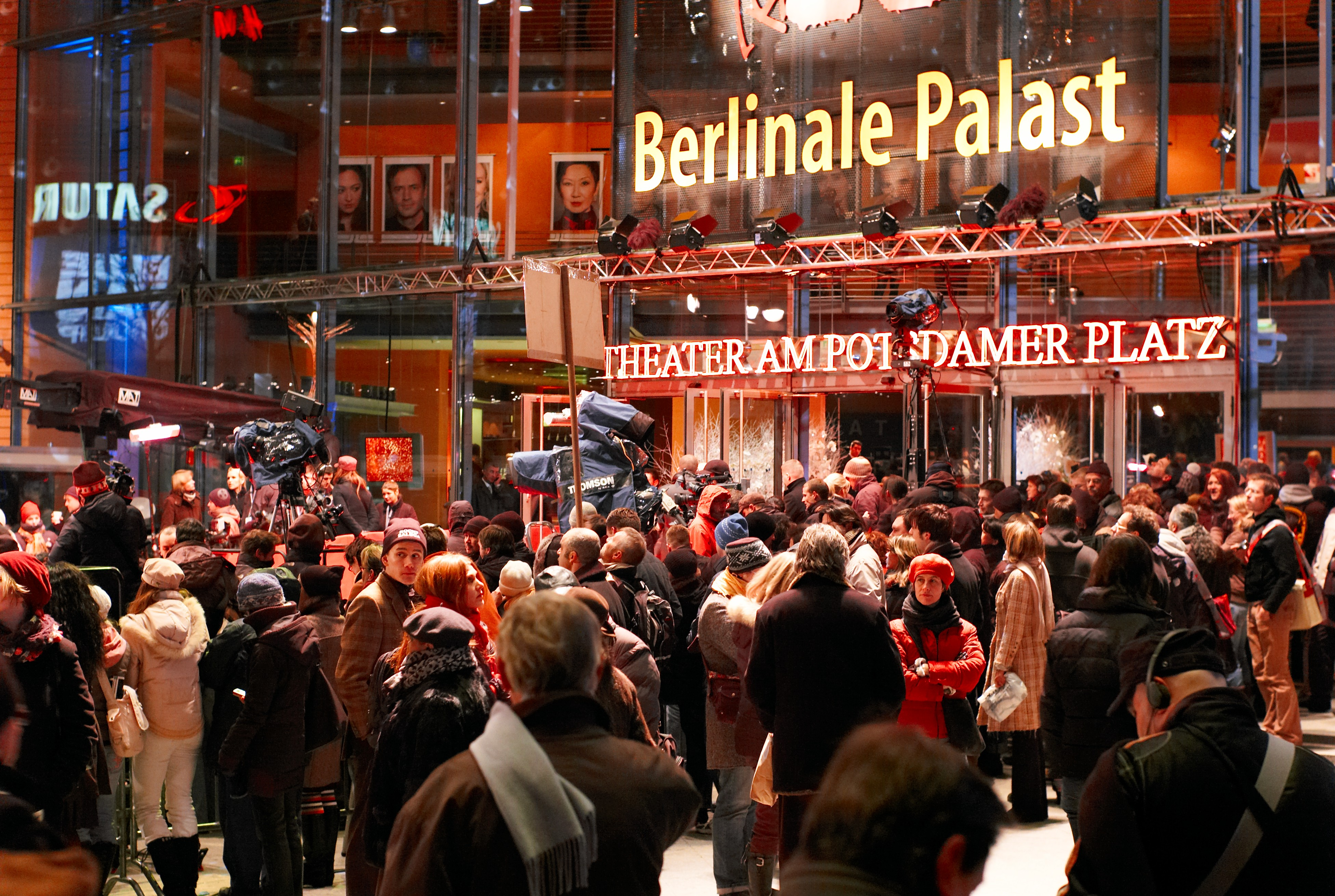
Берлинский кинофестиваль во Дворце Берлинале (2007).

Государственная поддержка кинематографа в Германии осуществляется на федеральном уровне через Германский федеральный кинофонд и на уровне федеральных земель — через несколько региональных кинофондов. В 2011 году по этим программам в совокупности было выделено 350 млн евро, из которых 60 % шли на производство фильмов, а 40 % — на поддержку проката, фестивалей и т. д. Германский федеральный кинофонд финансируется за счёт отчислений, поступающих от продажи билетов в кинотеатрах, телевидения и видео, и предназначен для поддержки фильмов, выпускаемых в национальном кинопрокате в определённом количестве копий. Механизмы субсидирования критикуются за систематическое предпочтение коммерческим (в том числе международным) проектам и игнорирование независимого, фестивального и проблемного кино; центрами поддержки такого кино стали немецкие киношколы, финансирующие дипломные фильмы своих выпускников.
В Германии нет единого киноархива, так как учреждение и содержание таких архивов относится к ведению земель (например, музей кино в составе Мюнхенского городского музея). Крупные архивные коллекции находятся в государственном Федеральном архиве (Кобленц), открытой в 1963 году Немецкой кинематеке (Берлин) и Немецком киноинституте (DIF, Франкфурт-на-Майне). Единый государственный киноархив существовал в ГДР, после объединения он был интегрирован в Федеральный архив. Права на большинство фильмов, снятых до 1945 года, принадлежат учреждённому в 1966 году Фонду Мурнау. В 1999 году был учреждён Фонд DEFA (DEFA-Stiftung), которому принадлежат права на все фильмы, снятые в Восточной Германии. Оба фонда занимаются также реставрацией фильмов из своих коллекций. Значительную роль играют и частные объединения, например, такие как Фонд Фасбиндера, управляющий правами на произведения режиссёра.
В 2003 году в Берлине по инициативе Бернда Айхингера была основана Немецкая киноакадемия, членами которой по состоянию на 2016 год было около 1800 кинематографистов: режиссёров, актёров, сценаристов, звукооператоров и представителей других профессий. По замыслу создателя она должна была стать площадкой для обсуждения проблем немецкого кино. С 2005 года Немецкая киноакадемия вручает главную национальную кинонаграду — Deutscher Filmpreis (статуэтка в виде женской фигуры, известной как Лола, и денежная премия). Deutscher Filmpreis существует с 1951 года и до передачи награды Немецкой киноакадемии присуждался правительственной комиссией. Киноакадемия организует также различные образовательные мероприятия и программы. Другие немецкие кинонаграды — Bayerischer Filmpreis (вручается с 1979 года правительством федеральной земли Бавария), «Бэмби» (издательский дом Herbert Burda Media), Приз немецкой кинокритики (Немецкая ассоциация кинокритики).
В Германии функционируют несколько кинематографических высших учебных заведений. Старейшее из них — основанный в 1954 году Киноуниверситет Бабельсберг имени Конрада Вольфа в Потсдаме (до 2014 года — Институт кинематографии и телевидения). Другие значительные учебные заведения — Немецкая академия кино и телевидения (Берлин), Высшая школа кино и телевидения (Мюнхен), Баден-Вюртембергская киноакадемия (Людвигсбург).
Берлинский кинофестиваль проходит с 1951 года (до объединения Германии — в Западном Берлине) и считается одним из трёх наиболее престижных международных кинофестивалей. По количеству проданных билетов (более 300 тыс. ежегодно) Берлинский кинофестиваль — крупнейший в мире. С 1952 года проходит международный кинофестиваль Мангейм — Гейдельберг, с 1954 года — международный кинофестиваль короткометражного кино в Оберхаузене, с 1955 года — Международный фестиваль документального и анимационного кино в Лейпциге (он был основан как фестиваль документального кино, а анимационная программа появилась в 1995 году). Оберхаузенский и лейпцигский кинофестивали относятся к числу старейших и наиболее престижных форумов в своей области. Крупные фестивали проводятся также в Мюнхене и Гамбурге. Они не имеют конкурса и предназначены для премьерных показов и для того, чтобы познакомить зрителей с фильмами, не попавшими в прокат.